# بويك
بويك (بالإنجليزية: Buick)‏ (/ ˈbjuːɪk /) هي قسم من شركة صناعة السيارات الأمريكية جنرال موتورز (GM). بدأها رائد السيارات ديفيد دنبار بويك David Dunbar Buick، وكانت من أوائل الماركات الأمريكية للسيارات، وكانت الشركة التي أسست جنرال موتورز في عام 1908. قبل تأسيس جنرال موتورز، عمل مؤسس شركة جنرال موتورز ويليام دورانت مديرًا عامًّا لشركة بويك ورئيسها المستثمر.
خلال فترة طويلة من وجودها في سوق أمريكا الشمالية، تم تسويق بويك كعلامة تجارية للسيارات الفارهة، حيث تبيع السيارات الفاخرة المتمركزة فوق العلامات التجارية الرئيسية لجنرال موتورز، بينما تقع تحت قسم كاديلاك الفاخر الرائد. جرى التركيز على منتج Buick على أساس قوي لموثوقية السيارة. هذا هو السبب في أنها تتعامل باستمرار مع علامات تجارية مثل لكزس Lexus وبورشه Porsche في تقارير المستهلك وفي دراسات جي.دي.باور J.D. Power studies حول الموثوقية حيث نجد في هذه التقارير أن سيارة Buick كانت ضمن أفضل 10 سيارات موثوقة لأكثر من 15 عامًا. بعد تأمين مكانتها في السوق في أواخر الثلاثينيات، عندما ألغيت العلامة التجارية المرافقة الصغيرة Marquette والعلامة التجارية المرافقة لكاديلاك LaSalle، تم الاعتراف بـ Buick كسيارة فاخرة من الطراز الرفيع ذات مظهر متحفظ، على عكس سيارة كاديلاك الأكثر تفاخرًا والغنية بالتكنولوجيا والتفكير المستقبلي أولدزموبيل Oldsmobile.
خلال هذه الفترة الزمنية نفسها، كان معظم الشركات المصنعة تستخدم محركات V8 ؛ بقيت Buick مع طراز محركها المستقيم straight-6 وطراز محركها المستقيم straight-8 على التوالي حتى تم تقديم أول سيارة بويك Buick V8 بمحرك ذو زاوية V8 (وهو محرك بشكل زاوية تشبه الحرف V ذو ثماني اسطوانات) في عام 1954، بينما كان المصنعون الآخرون يستخدمون المحرك V8 قبل الحرب العالمية الثانية. لطالما استخدمت محركات Buick، مع استثناءات قليلة، الصمامات العلوية overhead valves التي كانت الشركة رائدة في استخدامها في طراز Buick Model B في عام 1904. في عام 2017، باعت Buick أكثر من 1.4 مليون سيارة حول العالم، وهو رقم قياسي للعلامة التجارية. السوق الرئيسي الآن هو الصين، حيث يتم بيع 80٪ من السيارات التي تحمل علامة بويك التجارية. تباع بويك أيضًا في الولايات المتحدة وكندا والمكسيك.

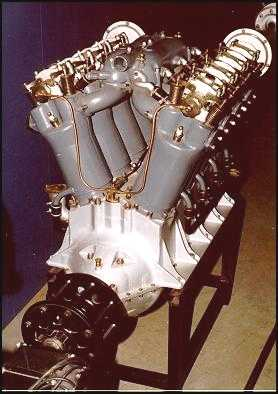
محرك ذو زاوية V8 (وهو محرك بشكل زاوية تشبه الحرف V ذو ثماني اسطوانات)

## تاريخيا

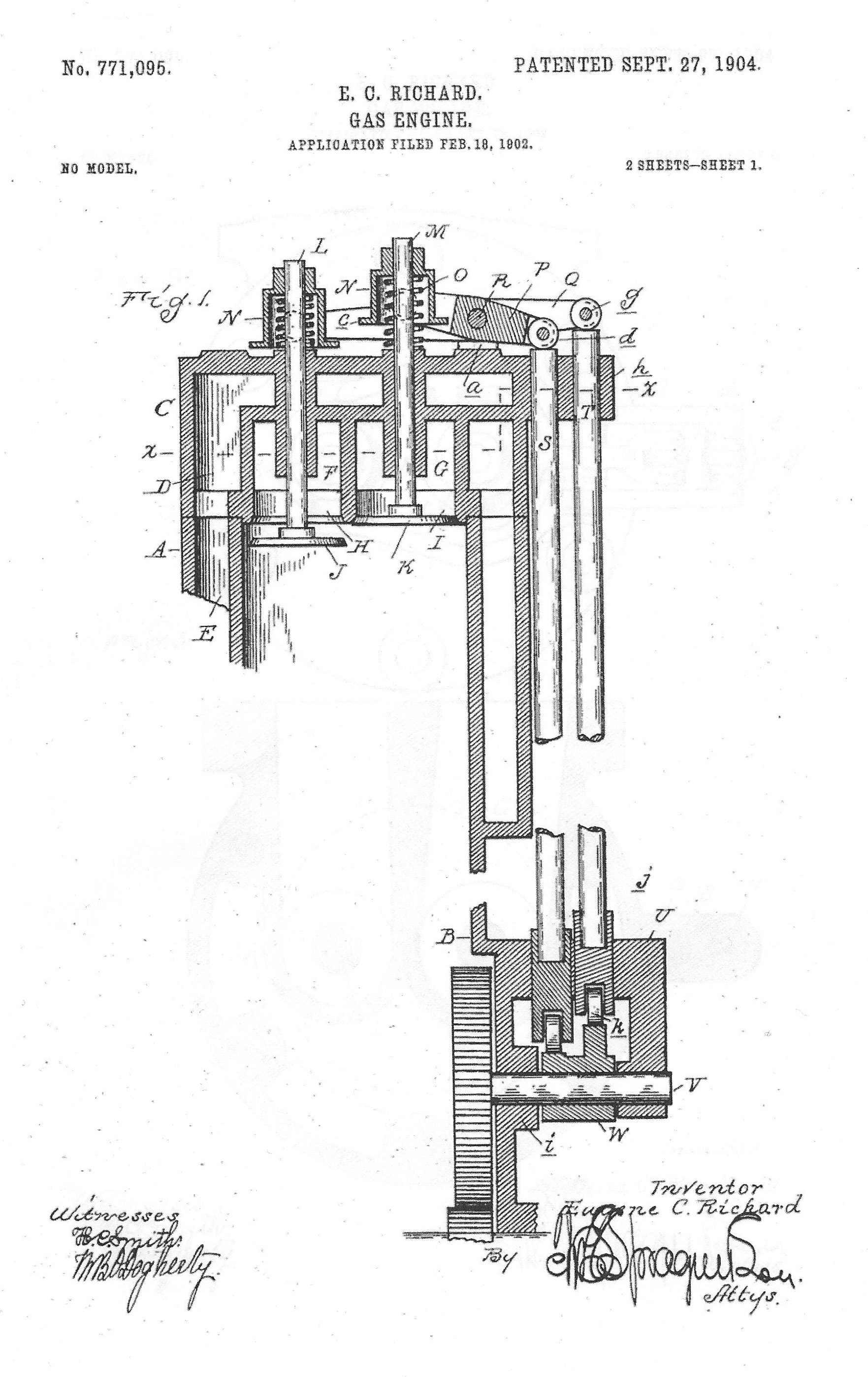
محرك صمام في الرأس Valve-In-Head اختصارا (OHV) ، رسم توضيحي من براءة اختراع 1904 لشركة بويك للتصنيع Buick Manufacturing Company

### السنوات الباكرة
Buick هي واحدة من أقدم العلامات التجارية للسيارات في العالم وحالياً الأقدم في الولايات المتحدة. (تأسست شركة أوتوكار في عام 1897، وهي أقدم شركة لتصنيع السيارات في نصف الكرة الغربي؛ بينما كانت شركة أوتوكار في الأصل شركة لتصنيع السيارات، إلا أنها تصنع الآن شاحنات ثقيلة. كما أن شركة أولدزموبيل، وهي أيضًا إحدى أوائل شركات تصنيع السيارات التي تأسست في عام 1897، لم تعد موجودة حاليا؛ تأسست شركة ستودبيكر في عام 1852، لكنه لم تبدأ في إنتاج السيارات حتى عام 1902 ؛ أنتج السيد فورد Mr. Ford سيارته الأولى في عام 1896 لكن لم تبدأ شركة فورد موتور حتى عام 1903، وخلال الفترة البينية تشارك مع شركات تصنيع سيارات أخرى مثل كاديلاك، التي تأسست عام 1902).

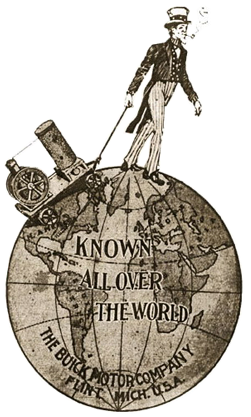
أول شعار لبويك (1904) مع صورة للعم سام والأسطورة «معروفة في جميع أنحاء العالم»

تم تصنيع أول سيارتين من طراز Buick في عامي 1899 و1900 في شركة "Buick Auto-Vim and Power Company" بواسطة كبير المهندسين والتر مار، لكن مالك الشركة ديفيد دنبار بويك كان مترددًا في البدء في صنع السيارات، لأنه راضٍ عن إنتاج المحركات الثابتة والبحرية، لذلك ترك مار بويك في عام 1901 ليؤسس شركته الخاصة للسيارات تحت اسمه.وليحل محله يوجين ريتشارد Eugene Richard، الذي تقدم بطلب للحصول على براءة اختراع في عام 1902 لمحرك مار Marr ذو الصمام في الرأس (الصمام العلوي overhead valve)، والذي تم منح براءة اختراعه رقم 771095 لريتشارد باسم بويك في عام 1904. في عام 1903، تم صناعة سيارة بويك الثالثة، هذه المرة من قبل ريتشارد، ولكن في عام 1904، انتقلت بويك، والتي أصبحت شركتها الآن تُدعى «شركة بويك موتور Buick Motor Company»، من ديترويت إلى فلينت بولاية ميشيغان، وبقي ريتشارد وراءها. أعيد توظيف مار في فلينت كرئيس مهندسين، لبدء تصنيع السيارات في الإنتاج. في ذلك العام، تم تصنيع 37 سيارة بويك، وزاد الإنتاج إلى 750 في عام 1905، و1400 في عام 1906، و4641 في عام 1907، و8800 في عام 1908، مما أدى إلى احتلال المركز الأول بعيدًا عن المنافسين المقربين، أولدزموبيل، وفورد، وماكسويل.
أسس ديفيد بويك شركته باسم شركة بويك موتور في 19 مايو 1903 في ديترويت بولاية ميشيغان. تم تمويل بويك من قبل صديق وزميل متحمس للسيارات، بنجامين بريسكو، الذي باع في أيلول 1903 السيطرة على الشركة لجيمس إتش ويتينج James H. Whiting (الذي عاش بين 1842-1919)، لشركة فلينت واجن ووركس، في فلينت، ميشيغان. نقل ويتينج Whiting شركة بويك إلى فلينت، إلى موقع عبر الشارع من مصنعه، مع فكرة إضافة محركات Buick إلى سياراته. بقي ديفيد بويك David Buick كمدير، وأعاد تعيين والتر مار كرئيس مهندسين. كان المحرك الذي طورته Buick and Marr لهذه السيارة عبارة عن محرك ثنائي الأسطوانة بصمام في الرأس يبلغ 159 بوصة مكعبة، وكل أسطوانة أفقية وعكس الأخرى بمقدار 180 درجة.

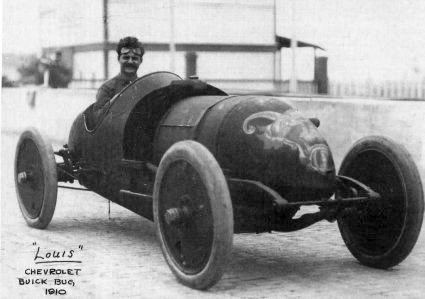
لويس شيفروليه يقود سيارة بويك باغ Buick Bug في كأس فاندربيلت عام 1910

قام وايتنج Whiting ببناء عدد قليل من السيارات في عام 1904، النموذج B ، قبل نفاد رأس المال، مما جعله يجلب ويليام دورانت في ذلك العام كمستثمر مسيطر. بنى ديورانت عددًا قليلاً من الطرازات B في عام 1904، وصعد بشكل كبير من إنتاج الطراز C في عام 1905، وقضى السنوات الأربع التالية في تحويل Buick إلى أكبر علامة تجارية للسيارات مبيعًا في الولايات المتحدة. خلال القرن التاسع عشر، جمع ديورانت ثروته كمالك مشارك، أيضًا في فلينت، مع جوشيا دالاس دورت، لشركة Durant-Dort Carriage Company، التي كانت بحلول عام 1904 أكبر شركة لصناعة النقل في البلاد وواحدة من أكبر هذه الشركات في العالم. نقل ويليام دورانت معظم إنتاج بويك إلى مصنع Durant-Dort Imperial Wheel السابق في جاكسون، ميشيغان في عام 1905. واصلت بويك إنتاج السيارات في جاكسون حتى عام 1907، عندما تم الانتهاء من المصنع رقم 1 في فلينت. واصل مصنع جاكسون الإنتاج بشاحنات بويك حتى عام 1912. باع ديفيد بويك، مخزونه عند المغادرة عام 1906، مما جعله رجلًا ثريًا، لكنه توفي في ظروف متواضعة بعد 25 عامًا. في عام 1907، وافق ديورانت على توريد المحركات لـ صموئيل ماكلولين في كندا، وهو صانع سيارات، وفي عام 1908 أسس شركة جنرال موتورز.
| سيارات بويك في السنوات الأولى لتأسيس الشركة- 1904 Buick Model B - 1905 Buick Model C - 1910 Buick Model 10 Runabout - 1914 Buick Six Model B-35 phaeton ‏ - 1917 Buick D-35 roadster - 1918 Buick E-45 - 1922 Buick Model 22-54 Sport roadster - 1925 Buick Master Six Series 25 ‏ touring - 1925 Buick Master Six - 1930 Buick 8 Series 26 business coupe - 1932 Buick 8 Model 67 sedan - 1935 Buick 8 Series 40 ‏ Model 46C convertible coupe - 1938 Buick Roadmaster Series 80 touring sedan - 1939 Buick Special Series 40 Model 41 touring sedan |
| --- |

بين عامي 1899 و1902 ، تم بناء النموذج الأولي لمركبتين في ديترويت بولاية ميشيغان بواسطة والتر لورينزو مار. توجد بعض الوثائق للنموذج الأولي لعام 1901 أو 1902 مع نظام توجيه القيادة على غرار ما هو موجود في Oldsmobile Curved Dash. في منتصف عام 1904، تم إنشاء نموذج أولي آخر لسباق التحمل، والذي أقنع وايتنج Whiting بالسماح بإنتاج النماذج الأولى المعروضة للجمهور. كانت بنية هذا النموذج الأولي هي أساس الطراز B.
أول سيارة بويك تم تصنيعها للبيع، موديل 1904 بمحرك أسطوانتين متعاكستين أفقيًا طراز B ، تم بناؤه في فلينت بولاية ميشيغان في مصنع أعيد تصميمه كان يُعرف باسم Flint Wagon Works. كان هناك 37 سيارة من طراز Buicks صنعت في ذلك العام، ولم يتبق أي منها الآن. ومع ذلك، هناك نسختان متماثلتان: سيارة التحمل 1904، في معرض Buick Gallery & Research Center في Flint ، وطراز B الذي تم تجميعه بواسطة أحد المتحمسين في كاليفورنيا للاحتفال بالذكرى المئوية لتأسيس القسم. تستخدم كلتا هاتين السيارتين أجزاء مختلفة من Buicks في تلك الحقبة المبكرة، بالإضافة إلى أجزاء مصنعة. هاتان المركبتان تم بناؤها بمحركي 1904 المعروفين الناجيين والباقيين حتى الآن.يُعزى النجاح المبكر لبويك بشكل أساسي إلى ما أطلق عليه اسم محرك الصمام في الرأس valve-in-head engine، والمعروف الآن باسم الصمام العلوي (OHV)، وهو المحرك الحاصل على براءة اختراع من قبل يوجين ريتشارد وطوره ريتشارد وبويك ومار. كان الطراز F يحتوي على محرك ثنائي الأسطوانات وقاعدة عجلات مقاس 87 بوصة ويزن 1800 رطل. يُعزى إنشاء جنرال موتورز جزئيًا إلى نجاح Buick ، لذلك يمكن القول إن تصميمات مار وريتشارد أدت مباشرةً إلى GM. استمر بناء قطار الطاقة وبنية الهيكل التي تم تقديمها إلىطراز B استمر من خلال الطراز F في عام 1909.
تم إنشاء التصميم الأساسي لـ Buick 1904 بشكل مثالي حتى وفقًا لمعايير اليوم. إن المحرك ذو التوأم المسطح flat-twin engine متوازن بطبيعته، حيث يتم تقديم عزم الدوران للهيكل بطريقة طولية، مما يؤدي في الواقع إلى إلغاء رفع الواجهة الأمامية، بدلاً من إنتاج حركة جانبية غير مرغوب فيها. تم تركيب المحرك في وسط السفينة amidships، ويعتبر الآن الموقع الأمثل. كان بيلي دورانت مروجًا طبيعيًا، وسرعان ما أصبحت بويك أكبر صانع سيارات في أمريكا. باستخدام الأرباح من هذا، شرع ديورانت في سلسلة من عمليات الاستحواذ على الشركات، ودعا الشركة العملاقة الجديدة جنرال موتورز. في البداية، تنافس المصنعون الذين يتألفون من جنرال موتورز ضد بعضهم البعض، لكن ديورانت أنهى ذلك. لقد أراد أن يستهدف كل قسم من أقسام جنرال موتورز فئة واحدة من المشترين، وفي مخططه الجديد، كانت بويك قريبة من القمة - فقط ماركة كاديلاك تتمتع بمكانة أكبر، وهو الترتيب الذي تحتله بويك حاليًا في تشكيلة جنرال موتورز. لتوفير الموارد، شاركت سيارات Buick منصة مشتركة، تسمى منصة GM A platform ، والتي تمت مشاركتها مع شيفروليه وأوكلاند وأولدزموبيل وكاديلاك Cadillac. عميل Buick المثالي هو بحالة جيدة بشكل مريح، وربما ليس غنيًا بما يكفي لتحمل كاديلاك، ولا يرغب في التباهي بواحد، ولكن بالتأكيد هو في السوق لسيارة شخص أعلى من المعتاد.
في البداية، اتبعت Buick أمثال نابير في سباق السيارات، وفازت بالسباق الأول على الإطلاق الذي أقيم في إنديانابوليس موتور سبيدواي.
كانت أول سيارة Buick بالحجم الكامل تنضم إلى الطراز B الأصغر في عام 1907، عندما تم تقديم طراز Buick D بمحرك رباعي الأسطوانات 255.0 cu في (4,178 سم مكعب)، مثبت في المقدمة مع دفع خلفي. كانت هذه واحدة من السيارات الوحيدة ذات الصمامات الجانبية التي صنعتها Buick على الإطلاق.

### من 1910 إلى العشرينيات من القرن الماضي
في عام 1910، قدمت بويك الطراز 10 بمحرك ذو صمام علوي OHV رباعي الأسطوانات  متبوعًا في عام 1911، مع أول سيارة مغلقة الجسم، وهي بويك ستة، والتي اتبعت نفس الهيكل الذي ظهر لأول مرة في كاديلاك، وقبل أربع سنوات من شركة فورد. تم بناء السيارة في المصنع الجديد كليًا في فلينت والذي أصبح يعرف فيما بعد باسم مدينة بويك. صنعت بويك خلال العشرينات من القرن الماضي مركبات مختلفة الأحجام، مع تسميات متسلسلة لسنوات مختلفة، وأحيانًا باستخدام الأرقام، بينما استخدمت السنوات اللاحقة تسميات بأحرف. واحدة من أكبر المركبات، مع ستة على التوالي، كانت Buick Master Six.
من 1910 إلى العشرينيات القرن الماضي، كانت Buick علامة تجارية مرموقة في جمهورية الصين مع علامة تجارية يقودها السياسيين رفيعي المستوى أو من أجل أن يركبها إمبراطور الصين. تبيع Buick الآن 80٪ من إنتاجها في جمهورية الصين الشعبية وهي لاعب ثانوي في جمهورية الصين في تايوان.
في عام 1929، وكجزء من برنامج التصنيع المصاحب لشركة جنرال موتورز ، أطلق قسم Buick Motor Division العلامة التجارية الشقيقة Marquette، المصممة لسد الفجوة السعرية بين Buick وأولدزموبيل. ومع ذلك، تم إيقاف Marquette في عام 1930. تشاركت جميع منتجات Buick وMarquette وViking وأولدزموبيل منصة GM B platform التي تم طرحها حديثًا بدءًا من عام 1926.

### الثلاثينيات من القرن الماضي 1930s
ظهرت بويك لأول مرة في إنجازين رئيسيين لعام 1931
1. المحرك المستقيم ذو الثماني أسطوانات ذو الصمام العلوي من بويك OHV Buick Straight-8 engine
2. ناقل الحركة المتزامن علبة سرعات يدوية في جميع الطرازت باستثناء السلسلة خمسين Series 50.

تم تقديم المحرك ذو الثمانية اسطوانات في ثلاثة إزاحات displacements وهي:
1. إزاحة بحجم 220 بوصة مكعبة (التجويف 2 7/8 بوصة. المكبس 4.25 بوصة)، متوفرة في السلسلة Series 50 والتي تعطي 77 قوة حصان فرامل HP.
2. إزاحة بحجم 272 بوصة مكعبة (التجويف 3 1/16 بوصة، المكبس 5 بوصة)، متوفرة في السلسلة Series 60 والتي تعطي 90 قوة حصان فرامل HP. كانت كاديلاك قد قدمت في السابق سيارة كاديلاك Type 51 بمحرك V8 مسطح الرأس في عام 1915، مما جعل استخدام محرك ثماني الأسطوانات ميزة فاخرة.
3. إزاحة بحجم 344 بوصة مكعبة (التجويف 3 5/16 بوصة، المكبس 5 بوصة)، مستخدمة في السلسلة 80 والسلسة Series 90 والتي تعطي 104 قوة حصان فرامل HP.

كان التقدم الأوتوماتيكي للشرارة الذي يعمل بالفراغ ميزة جديدة أخرى تحل محل ذراع شرارة مثبت على عمود التوجيه على الرغم من أن ذراع الطوارئ تم تركيبه الآن. سجلت بويك المركز الأول مرة أخرى في عام 1939 عندما أصبحت أول شركة تقدم إشارات الانعطاف، والتي لم تظهر في ماركات السيارات الأخرى إلا بعد عقد تقريبًا. تحتوي جميع طرازات عام 1939 أيضًا على ذراع ناقل الحركة المثبت على عمود التوجيه.
في منتصف الثلاثينيات من القرن الماضي، كان ماكلولين بويكس يتمتع بشعبية خاصة لدى العاهل البريطاني إدوارد الثامن. استورد واستخدم سيارة ماكلولين بويك الكندية المبنية. كانت العلامة التجارية الأولى لجنرال موتورز في كندا. كونها العلامة التجارية الأكثر فخامة في كندا، يتم تقديم Buicks دائمًا للنقل الملكي داخل كندا، بما في ذلك الملك جورج السادس والملكة إليزابيث خلال الجولة الملكية في كندا عام 1939.
في عشرينيات وثلاثينيات القرن الماضي، كانت سيارات كاديلاك وبويك شائعة لدى مشغلي خدمة الركاب لمسافات طويلة على سبيل المثال شركة نيرن للنقل للنقل في الشرق الأوسط (بغداد - دمشق).

### محركات بويك
1904-1911. محرك ذو أسطوانتان متقابلتان بشكل أفقي عند 180 درجة، ذو صمام علوي OHV مع إزاحة تبلغ 159 بوصة مكعبة.
1907-1924. محرك ذو أربع أسطوانات، في الخط، ذو صمام علوي OHV ، مع إزاحة تبلغ من 165 إلى 392.6 بوصة مكعبة. كان مرتبطًا بمحرك شفروليه Inline-4
1914-1930. محرك مستقيم ذو ست اسطوانات من بويك Buick Straight-6، في الخط، ذو صمام علوي OHV ، مع إزاحة تبلغ من 191 إلى 331 بوصة مكعبة.
1931-1953. محرك مستقيم ذو ثماني اسطوانات من بويك Buick Straight-8، في الخط، OHV ذو صمام علوي، 221 مع إزاحة تبلغ 345 بوصة مكعبة.
1953-1981 محرك ذو ثماني اسطوانات بشكل حرف في V من بويك Buick V8 
1961-2008 محرك ذو ستة اسطوانات بشكل حرف في V من بويك بويك V6

### سنوات ما بعد الحرب العالمية الثانية
| 1940s–1950s- 1941 Buick Super Series 40-B Model 41 in USAF paint scheme - 1947 Buick Super - 1948 Buick Roadmaster Sedanet - 1949 Buick Roadmaster - 1950 Buick Super Riviera - 1953 Buick Roadmaster Skylark ‏ - 1953 Buick Roadmaster Estate - 1955 Buick Special - 1956 Buick Century Riviera - 1957 Buick Super Riviera - 1958 Buick Special Riviera - 1959 Buick Electra |
| --- |

### الأربعينيات من القرن الماضي 1940s

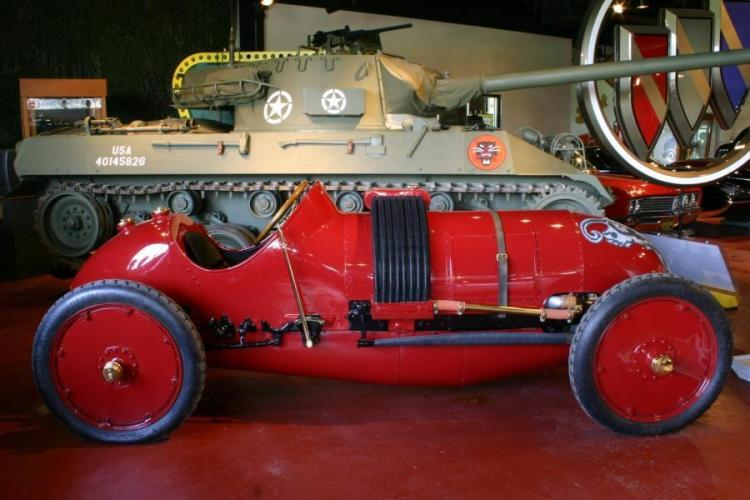
سيارة السباق البقة Bug من بويك تعود لعام 1910 وخلفها مدمرة الدبابات هيل كات أم ثمانية عشر M18 Buick Hellcat tank من بويك أيضا تعود لعام 1944

شهد عام 1940 أول استخدام للتسمية «العقارية Estate» لبويك على عربة سوبر ستيشن. بسبب الحرب العالمية الثانية، توقف إنتاج السيارات في عام 1942. وبدءًا من ذلك العام، أنتجت بويك مدمرة الدبابات M18 Hellcat وقدمت محركات شعاعية للطائرات كونسوليداتيد بي-24 ليبراتور ودوغلاس سي-47 سكاي ترين ودوغلاس سي-54 سكاي ماستر. بحلول خريف عام 1945، استؤنف إنتاج السيارات. في عام 1948، تم تقديم ناقل الحركة الأوتوماتيكي Dynaflowلأول مرة بواسطة Buick. شهد عام 1949 الظهور الأول لمنافذ فينتيبورت Buick's.

### الخمسينيات من القرن الماضي 1950s
احتفل عام 1953 بالذكرى الخمسين لتأسيس بويك بالإضافة إلى تقديم محرك Buick V8 engine وRoadmaster Skylark. في عام 1955، حققت بويك أفضل مبيعات موديل عام لها حتى الآن حيث تم بيع 738814 سيارة. وهو رقم قياسي من شأنه أن يستمر حتى عام 1977.
في عام 1957، بويك الجديدة بكتلة محرك تبلغ إزاحته 364 بوصة مكعبة ونظام التعليق الأمامي الكروي ball joint المشترك امتلكت سيارة رودماسترز لأول مرة الآن اسطوانات مكابح مزعنفة مصنوعة من الألمنيوم.
شهد عام 1959 تقديم ثلاثة طرازات جديدة: الكترا واينفيكتا وليسابر بالإضافة إلى محرك V8 بسعة إزاحة 401 بوصة مربعة في سيارات إلكترا وإنفيكتا. تخطت إليكترا أيضًا سباق إنديانابولس 500 في ذلك العام.
| 1960s–1970s- 1962 Buick Special DeLuxe - 1963 Buick Wildcat - 1963 Buick Riviera - 1965 Buick LeSabre - 1966 Buick Riviera GS - 1968 Buick Skylark - 1970 Buick GSX - 1971 Buick Estate - 1972 Buick Riviera - 1973 Buick Century GS - 1975 Buick Skyhawk - 1977 Buick Electra Park Avenue - 1979 Buick Regal |
| --- |

### الستينيات من القرن الماضي 1960s
خطت سيارة Electra 225 في سباق Daytona 500 في كل من عامي 1960 و1963. وفي عام 1961، تم تقديم محرك Fireball V6 جديد وعادت لوحة Skylarkكنموذج أعلى لخط السيارات المدمجة الخاصة الجديدة. تم تسمية Buick Special بجائزة Motor Trend Car للعام في عام 1962. وفي عام 1962 أيضًا، تم تقديم سيارة Wildcat كمستوى تقليم في Invicta وأصبح طرازها الخاص في العام التالي. في عام 1963 تم تقديم الريفيرا كنموذج خاص بها. في منتصف الستينيات، بدأت بويك في بيع سيارات أوبل الألمانية الصنع رسميًا من خلال وكلاءها في أمريكا الشمالية. بالنسبة لعام 1967، أصبحت الإطارات الشعاعية متاحة كخيار في جميع سيارات بويك كاملة الحجم.

### السبعينيات من القرن الماضي 1970s
شهدت السبعينيات عددًا من الموديلات الجديدة التي تمت إضافتها إلى تشكيلة بويك بما في ذلك Estate Wagon كنموذج خاص بها في عام 1970، وسنتوريون Centurion في عام 1971، وأبولو Apollo في عام 1973، وSkyhawk في عام 1975. كما شهد عام 1975 أول ظهور للوحة الاسم "Park Avenue" لبويك كحزمة تقليم / خيار على Electra 225 Limited. خطت سيارة بويك سنشري Century سباق إنديانابوليس إنديانابولس 500 ليس مرة واحدة بل مرتين في منتصف السبعينيات. بالنسبة لعام 1976، بدأت Buick في بيع Isuzu Geminis الذي تم إعادة إصداره باسم Opels لتحل محل طرازات Opel Kadett التي كانت قد تم تسويقها مسبقًا. في العام التالي، تم إعادة تصميم Electra 225 وLeSabre وتقليص حجمهما وشهدت علامة Buick التجارية أفضل مبيعاتها لهذا العام حتى الآن مع بيع 77313 سيارة. احتفل عام 1978 بالذكرى الخامسة والسبعين لتأسيس بويك ورحب بإعادة تصميم سيارة سنشري Century بالإضافة إلى سيارة ريجال كوبيه Regal coupe المعاد تصميمها والتي أصبحت متوفرة الآن بمحرك V6 بشاحن توربيني. حطمت مبيعات طراز بويك العام رقمًا قياسيًا آخر في عام 1978 حيث تم بيع 795,316 سيارة. لعام 1979، أعيد تصميم الريفيرا Riviera؛ حصلت سيارة ريفيرا طراز إس Riviera S-Type على لقب سيارة العام من موتور تريند Motor Trend.
| 1980s–1990s- 1980 Buick Skylark - 1982 Buick LeSabre Limited - 1984 Buick Riviera - 1985 Buick Electra Park Avenue - 1986 Buick Somerset - 1987 Buick Regal Grand National - 1987 Buick Skyhawk Custom - 1988 Buick Reatta - 1992 Buick Roadmaster Limited - 1994 Buick Century Estate - 1996 Buick Skylark - 1997 Buick Park Avenue - 1999 Buick Riviera |
| --- |

### الثمانينيات من القرن الماضي 1980s
في الثمانينيات، شهدت تشكيلة بويك العديد من التغييرات بما في ذلك تقليص عدد النماذج المختلفة. في عام 1980، تم تعيين لويد رويس Lloyd Reuss كمدير عام ودفع بويك إلى الشاحن التوربيني، والسباقات، والسيارات ذات الأداء العالي، مما أدى إلى بناء الزخم الذي استمر عدة سنوات بعد رحيله في 1984 حيث كان يتجه نحو فترة وجيزة كرئيس لجنرال موتورز. أيضًا في عام 1980، أصبح محرك الديزل Diesel engine متاحًا في طرازات بويك المختارة وتم تقديم Somerset كحزمة مقصورة / اختيارية في سيارة ريغال Regal Limited. في عام 1981، تم تقديم طراز الأداء تي T-Type Performance في الريفييرا Riviera. كانت Regal السيارة الرسمية لسباق إنديانابولس 500 في عام 1981. وفي عام 1982، تم تقديم حزمة Grand National عالية الأداء لأول مرة في ريغال Regal. ساعدت ريفيرا ذات السطح الناعم في قيادة عودة السيارة القابلة للتحويل، والتي اختفت من التشكيلات المحلية في عام 1976. وفي العام التالي، كانت سيارة ريفييرا قابلة للتحويل بمحرك توربو مزدوج V6 تسير في سباق إندي 500. وفي عام 1983 أيضًا، كان لدى بويك أفضل طراز عام لها مع 810.435 سيارة مباعة.
في عام 1984، كانت بويك هي السيارة الرسمية للأولمبياد الثالث والعشرين الألعاب الأولمبية الصيفية 1984. إعادة تنظيم فصل التصنيع والهندسة عن المبيعات والتسويق. يتم إنتاج أول ملاح من طراز بويك في "Buick City"، وهو مركز تجميع حديث تم بناؤه داخل جدران مصنع بويك الرئيسي في فلينت. حققت Buick أفضل مبيعاتها لطراز في العام حتى الآن مع بيع 906626 سيارة بالإضافة إلى مبيعات بويك في جميع أنحاء العالم التي تجاوزت المليون لأول مرة. وفي نهاية عام 1984، أنهى لويد رويس فترة عمله كمدير عام لقسم بويك موتور.
في عام 1985، تم تقديم سومرست Somerset كنموذج خاص بها. أيضًا، تم إعادة تصميم Electra coupe وSedan وتحويلهما إلى دفع أمامي وتم تشغيلهما في البداية بواسطة محرك Buick V6 مكربن سعة 3.0 لتر أو محرك Buick V6 محقون بالوقود سعة 3.8 لتر أو محرك ديزل Oldsmobile سعة 4.3 لتر. تم تزاوج كل منها مع ناقل حركة أوتوماتيكي رباعي السرعات مع ترس زيادة السرعة 0.70: 1. لم يعد محرك V6 سعة 3.0 لتر و4.3 لتر ديزل V6 معروضًا بعد عام 1985. خلال سنوات الطراز من 1985 إلى 1989، استمر استخدام اسم إلكترا Electra أيضًا في سيارة ستيشن واغن B-body "Estate" ذات الدفع الخلفي. فازت السيارات المدعومة من قبل بويك بالمركز الأول والمركز الثاني في التأهل لسباق Indianapolis 500. على مدى السنوات القليلة المقبلة، ستحدد محركات بويك عددًا من السجلات المهمة وقد عملت مرتين على تشغيل ثلث أو أكثر من 33 سيارة في حقل سباق إندي Indy 500 وتفصيلا (11سيارة عام 1990 و12سيارة عام 1992). سيكون عام 1985 هو العام الأخير للسيارة LeSabre ذات الدفع الخلفي قبل تقليص حجمها مرة أخرى وتحويلها إلى الدفع بالعجلات الأمامية لعام 1986 (سيارات السيدان والكوبيه فقط؛ وسيظل محرك LeSabre Estate Wagon ذو الدفع الخلفي دون تغيير إلى حد كبير لبضع سنوات أخرى). أصبحت LeSabre Limited ذات الجودة العالية هي إصدار LeSabre Limited Collectors Edition بمناسبة نهاية حقبة سيارات الكوبيه والسيدان ذات الدفع الخلفي. تضمنت عروض المحرك 231 V6 القياسية (سيارات السيدان والكوبيه) أو Olds 307 V8 أو Oldsmobile 350 الديزل V8. شهد عام 1985 أفضل مبيعات موديل بويك حتى الآن مع بيع 915336 سيارة.
في عام 1986، تم تقديم سيارة LeSabre على منصة H الجديدة ذات الدفع بالعجلات الأمامية دفع أمامي H platform، بعد الخروج من نظام الدفع الخلفي rear wheel drive على منصة GM B. شمل الانضمام إلى LeSabre على جسم H- أولدزموبيل دلتا 88. واحدة من السمات الأكثر لفتًا للانتباه في سيارة LeSabre الجديدة هي أن غطاء المحرك كان معلقًا باتجاه الأمام بدلاً من الخلف بالقرب من القلنسوة cowl والزجاج الأمامي بنفس طريقة بويك إلكترا وشيفروليه كورفيت في تلك الحقبة. أدى التصميم والتنفيذ الجديدان كليًا للدفع على العجلات الأمامية إلى دخول حقبة جديدة لسيارة LeSabre ، حيث تمتاز بتصميم ديناميكي هوائي متدفق. ربما كان الأكثر جذرية هو إزالة بويك Buick طويلة الأمد من المصدات الأمامية. في عام 1986، تم بناء طراز الحرس الوطني من لوسابر LeSabre Grand National لتأهيل طراز جسم الكوبيه لمسابقة NASCAR. يعد طراز الحرس الوطني من لوسابر LeSabre Grand National من أندر سيارات Buicks على الإطلاق، حيث يقل إنتاجها عن 120 وحدة. كانت متوفرة فقط باللون الأسود مع اللون الرمادي الداخلي.
أيضًا بالنسبة لعام 1986، تم تحويل سيارة E-body Riviera إلى هيكل أحادي البنية unibody construction وتقليص حجمها إلى 108 بوصة (2700 مم) بالنسبة لقاعدة العجلات المماثلة في الطول لقاعدة عجلات سيارة Buick Regal. أصبح المحرك V6 الآن المحرك الوحيد، الذي تم تقييمه مبدئيًا عند 142 حصان (106 كيلوواط) SAE وعزم دوران يبلغ 200 رطل.قدم (270 نيوتن.متر). استخدمت أيضا هذه السيارة محرك Turbo-Hydramatic 440-T4 الأوتوماتيكي مع نسبة قيادة نهائية 2.84: 1. تمت ملاحظة هذا الجيل للأجهزة الإلكترونية المتقدمة المعروضة على لوحة القيادة 9 بوصات (230 مم) CRT. يتحكم CRT في نظام التحكم في المناخ في السيارة ونظام الاستريو، كما يوفر أدوات متقدمة مثل كمبيوتر الرحلة trip computer وميزة تذكير الصيانة. كانت الفرامل القرصية على العجلات الأربع أمرا قياسيا. مع إمكانية الاختيار من بين ثلاث مجموعات تعليق متاحة، حتى الوصول إلى الإعداد FE3 الموجه نحو الأداء، تم تحسين التحكم بشكل ملحوظ. احتلت ريفيرا المركز الرابع في مسابقة Motor Trend's 1986 للسيارات لهذا العام. تم تحسين الاقتصاد في استهلاك الوقود بشكل ملحوظ في ريفييرا 1986، ولكن الاستثمار في منصة الدفع بالعجلات الأمامية ذات المحرك العرضي transverse engine المصغر أدى إلى زيادة كبيرة في الأسعار إلى 19831 دولارًا للطراز الأساسي إلى 21.577 دولارًا للنوع T الجديد. أدى تقليص الحجم أيضًا إلى تشابه الأبعاد مع العروض الأصغر والأقل تكلفة من جنرال موتورز. أدت الأبعاد الأصغر والتصميم العام وعدم وجود محرك V8 إلى انخفاض مبيعات الريفييرا إلى 22138 لعام 1986.
في عام 1987، تم تقديم آخر طرازات Regal Grand Nationals ذات التبريد الداخلي / التوربيني ، والتي غالبًا ما تسمى أسرع السيارات الأمريكية ، بالإضافة إلى 547 إصدارًا خاصًا أسرع من '87 GNXs. سيكون أيضًا العام الأخير لـ Regal بالدفع الخلفي. روج المدير العام إد ميرتس Ed Mertz لموضوع "Premium American Motorcars" الجديد الذي ركز تسويق Buick على الصفات المختلفة التي جعلت العلامة مشهورة.
في عام 1988، كانت بويك هي السيارة الرسمية الولايات المتحدة في الألعاب الأولمبية. تم تقديم Reattaذات المقعدين ، ليتبعها بعد ذلك بعامين سيارة قابلة للتحويل. أيضًا في عام 1988، تم تقليص حجم Regal وتحويله إلى دفع أمامي. فاز بوبي أليسون Bobby Allison بجائزة Daytona 500 على سيارة ريغال Regal في ذلك العام، كما ظهر في فيلم رجل المطر (فيلم) الحائز على جائزة الأوسكار على سيارة Roadmaster قابلة للتحويل طراز عام 1949. وشهد عام 1988 أيضًا الظهور الأول لشعار «الطريق الأمريكي العظيم الذي ينتمي إلى بويك The Great American Road Belongs to Buick».
في عام 1989، تم تقديم مستوى جديد من طراز Electra يسمى Park Avenue Ultra. كانت Ultra في الأساس ترقية إلى Electra Park Avenue ، وضمت مقصورة جلدية قياسية مع مقاعد أمامية كهربائية مزدوجة 20 وضعية (مشتركة مع كاديلاك 1989 Fleetwood Sixty Special)، معالجة الطلاء الخارجي للجزء السفلي من الجسم ، مبطن سميك مميز سطح من الفينيل مع إطار نافذة خلفية على غرار سيارات الليموزين (متوفر فقط في طراز Ultra)، وحواف مقلدة من خشب الدردار على الأبواب ولوحة العدادات ، وعجلات ألمنيوم فريدة ، ومكابح مانعة للانغلاق ، وقوالب مطلية بالكروم B-pillar، وشبك خاص ومصابيح خلفية ، وجلد - عجلة قيادة ملفوفة ، وأجهزة إلكترونية ، وباب حجرة قفاز مبطن ، وحافة فريدة للوحة الباب الداخلية ، ومجموعة متنوعة من التغييرات الطفيفة بخلاف ذلك. مع قائمة طويلة من المعدات القياسية ، تحمل Park Avenue Ultra سعرًا أساسيًا أعلى من كاديلاك سيدان دي فيل Sedan de Ville. تم إعادة تصميم الريفيرا أيضًا لعام 1989، بإضافة 11 بوصة إلى طولها الإجمالي. في أواخر الثمانينيات من القرن الماضي ، احتلت سيارة LeSabre المبنية في فلينت المرتبة الأولى في أمريكا الشمالية والمرتبة 2 في العالم في دراسة جودة مستقلة رئيسية أدت في النهاية إلى تغيير شعار بويك لشعارها الإعلاني القائل: "الطريق الأمريكي العظيم ينتمي إلى بويك" وهو باللغة الإنكليزية "The Great American Road Belongs to Buick" حيث تم تعديله ليصبح مؤخرا "بويك": الرمز الجديد للجودة في أمريكا. " والعبارة باللغة الإنكليزية هي: Buick: The New Symbol for Quality in America.

### التسعينيات من القرن الماضي 1990s
في عام 1990، تم إنتاج أول سيارة Reatta قابلة للتحويل. كان عام 1990 أيضًا العام الأخير بالنسبة إلى Electra حيث أصبحت تعرف بسيارة Park Avenue ، والتي كانت سابقًا مستوى القطع في Electra ، أصبحت نموذجًا مستقلا بحد ذاته عام 1991. في عام 1991، قادت بويك الصناعة في تحسين المبيعات وحصة السوق. تم طرح سيارة Regal الجديدة ذات الأبواب الأربعة في الأسواق لعام 1991، وهي أول سيارة سيدان Regal منذ عام 1984. كما قدمت بويك محرك V6 فائق الشحن سعة 3.8 لترًا في Park Avenue Ultra. أصبح الشحن الفائق شائعًا جدًا في بويك لدرجة أنه بحلول الألفية الجديدة ، أصبحت بويك المسوق الرائد والرائدة في صناعة السيارات فائقة الشحن. شهد عام 1991 عودة Roadmaster بعد غياب دام 33 عامًا. تم عرض Roadmaster لأول مرة كعربة فقط ثم تمت إضافة سيارة سيدان لعام 1992.
لعام 1992، أعيد تصميم سيارة LeSabre الشهيرة على غرار ما حدث لسيارة بارك أفينيو Park Avenue العام الماضي. شهد عام 1992 أيضًا تقديم Skylark الجديدة المعاد تصميمها. في عام 1993، تم بيع إصدار خاص من LeSabre للاحتفال بالذكرى التسعين لتأسيس بويك. بالإضافة إلى المعدات القياسية بمستوى القطع المخصص ، تضمن هذا الطراز شارات «الذكرى التسعين»، ومشغل الكاسيت ، والتحكم في السرعة ، ومزيل الضباب للنافذة الخلفية ، ومقعد السائق الكهربائي ، وحصائر الأرضية المغطاة بالسجاد ، والمخططات الخارجية ، واختيار أغطية العجلات المصنوعة من الأسلاك أو الألومنيوم.
في عام 1995، بعد توقف عام 1994، عادت الريفيرا بتصميم جذري بعيد عن الصورة التقليدية للأجيال السابقة. كان محرك 3800 V6 بقوة 205 حصان (153 كيلوواط) بسحب الهواء الطبيعي قياسيًا ، مع إصدار فائق الشحن مصنّف بقوة 225 حصان (168 كيلو واط) و275 رطل.قدم (373 نيوتن .متر) متاح كخيار. تم بناء Rivieras الآن في بحيرة Orion ، بولاية ميشيغان ، على نفس منصة G platform المشتقة من كاديلاك مثل اولسموبيل ارورا ذات الأربعة أبواب.
في عام 1996، تم إيقاف إنتاج رودماستر سيدان واغن. في عام 1998، بعد 95 عامًا في فلينت ، تم نقل مقر بويك إلى ديترويت. رأى بوب كوليتا Bob Coletta، المدير العام لشركة بويك ، أول سيارة بويك صينية تخرج من الخط في شنغهاي قبل أن يسلم مهمة بويك العليا إلى روجر آدامز Roger Adams. تم افتتاح معرض بويك ومركز الأبحاث في متحف فلينت. أدت إعادة التنظيم في القسم إلى فصل المبيعات عن التسويق.
في عام 1999، تم بناء آخر ما يقرب من 16 مليون سيارة بويك في مدينة بويك في فلينت. آخر سيارة ، 1999 LeSabre ، خرجت من خط التجميع في 29 يونيو من ذلك العام. في دراسة جودة مستقلة كبرى ، احتلت بويك المرتبة الثانية (والأفضل محليًا) بين 37 علامة تجارية عالمية ، واحتلت مدينة بويك المرتبة الأولى عالميًا بين مصانع تجميع السيارات. مع انخفاض مبيعات جميع سيارات الكوبيه في سوق أمريكا الشمالية ، قررت جنرال موتورز التوقف عن إنتاج الريفييرا. كان عام 1999 آخر عام لطراز السيارة مع توقف الإنتاج في 25 نوفمبر 1998. وكانت السيارات الـ 200 الأخيرة ذات طلاء فضي خاص وتطعيمات ، وتم الإشارة إليها على طرازات «السهم الفضي Silver Arrow» ، وهي التسمية التي استمعت إلى العديد من سيارات عرض السهم الفضي التي كانت بنيت من أجساد الريفيرا من قبل بيل ميتشل Bill Mitchell. حصل الجيل الثامن من Rivieras على أقوى محرك بويك V6 منذ البطولة الوطنية الكبرى Grand Nationals في الثمانينيات. أعطى محرك OHV V6 فائق الشحن عزم دوران وتسارع مذهلين ، مما دفع السيارة من 0 إلى 60 ميلاً في الساعة (97 كم / ساعة) في أقل من 7 ثوانٍ ، ودوران مسافة 1⁄4 ميل في 15.5 ثانية وحققت تصنيفات كفاءة استهلاك الوقود بمقدار 18 ميل لكل غالون على طريق المدينة السريع 27.

### السنوات الأخيرة
| 2000s–2010s- 2000 Buick LeSabre - 2002 Buick Rendezvous - 2004 Buick Rainier CXL - 2005 Buick Terraza - 2006 بويك لوسيرن CXL - 2008 Buick Enclave CXL - 2009 Buick LaCrosse Super - 2011 Buick Regal GS - 2012 Buick Verano - 2013 Buick Encore - 2016 أوبل كاسكادا Premium - 2016 Buick Envision Premium - 2017 Buick Velite 5 |
| --- |

### العقد الأول من القرن الحادي والعشرين 2000s
في العقد الأول من القرن الحادي والعشرين ، تم تعديل تشكيلة بويك مع التخلي عن الأجزاء المدمجة والأداء لصالح سوق سيارات الكروس أوفر / سيارات الدفع الرباعي crossover/SUV التي كانت تزداد شعبيتها. في عام 2000، دخلت بويك الألفية الجديدة بسيارة LeSabre المعاد تصميمها (والتي كانت السيارة الأمريكية الكاملة الحجم الأكثر مبيعًا لمدة ثماني سنوات متتالية) وسيارة سنشري Century أكثر قوة. منذ أول سيارة تجريبية في ديترويت من 1899-1900، وأول سيارة إنتاج فلينت عام 1904، تم بناء أكثر من 35 مليون سيارة بويك. تم تقديم سيارة LeSabre لعام 2000 في مارس 1999 وتم بناؤها الآن على منصة G من جنرال موتورز ؛ لكن جنرال موتورز اختارت الاستمرار في الإشارة إليها على أنها منصة H لبناء السيارات. تم تصنيع LeSabre في مصنع هامتراك لتجميع السيارات التابع لجنرال موتورز في ديترويت في Michigan ومركز تجميع بحيرة أوريون المقام في منطقة بحيرة أوريون في ميشيغان. بعض التغييرات مع إعادة التصميم تضمنت شبكة جديدة لا تتحرك وتفتح عند فتح غطاء المحرك الأمامي، أيضا تضمنت أبعاد خارجية أصغر قليلاً. على الرغم من حجمها الخارجي الأصغر نوعًا ما ، إلا أنها لا تزال توفر مساحة داخلية مماثلة ومساحة أكبر للصندوق عن النموذج السابق. شهد عام 2001 دخول بويك الأول إلى سوق الكروس أوفر مع تقديم سيارة Rendezvous كنموذج 2002. في عام 2003، احتفلت سيارة بويك سينتييم Buick Centieme التجريبية بالذكرى المئوية لتأسيس قسم بويك موتور. ستظهر بعض ميزات التصميم الخارجي والداخلي لـ Buick Centieme لاحقًا على Enclave Crossover لعام 2008. في عام 2004، أضافت بويك سيارة رينير Rainier الرياضية متعددة الاستخدامات متوسطة الحجم وأضيفت تيرازا ميني فان Terraza الجديدة بعد عام.
في السنوات التالية ، بدأت بويك في تعزيز تشكيلتها في أمريكا الشمالية وبحلول عام 2008 قللت من إنتاجها إلى ثلاثة طرازات فقط: لاكروس / ألور LaCrosse/Allure، ولوتسرن بويك لوسيرن، والجديد لعام 2008 إنكليف Enclave. عاد اسم Super أيضًا بعد غياب دام 50 عامًا كمستوى أداء جديد في LaCrosse وLucerne. تراجعت المبيعات الإجمالية للعلامة التجارية في الولايات المتحدة ، ومع سمعتها في جذب المشترين الأكبر سنًا ، انتشرت شائعات طوال هذا العقد مفادها أن علامة بويك Buick marque سيتم إيقافها. ضمنت ربحية تشكيلة الطراز والشعبية في الصين مستقبل بويك داخل شركة جنرال موتورز ، مع اتخاذ القرار بإيقاف علامة بونتياك التجارية بدلاً من ذلك.
منذ عام 2005، قامت جنرال موتورز بتوحيد بويك تدريجيًا مع جي إم سي ووكلاء بونتياك السابقين لإنشاء شبكة بويك جي إم سي الحالية. أثناء إعادة تنظيم وظهور الفصل 11 من جنرال موتورز في عام 2009، صنفت الشركة بويك على أنها «علامة تجارية أساسية»، مشيرة إلى نجاح القسم في الصين. وراء الكواليس ، بدأت جنرال موتورز في نقل المنتجات التي كانت مخططة في الأصل لماركات أخرى إلى بويك. كان من المفترض في الأصل أن تصبح أوبل إنسيجنيا أوبل إنسيغنيا الجيل الثاني من ساتورن أورا Saturn Aura، ولكنها بدلاً من ذلك أصبحت بويك ريجال Buick Regal الجديدة. في دراسة JD Power and Associates للاعتمادية على المركبات لعام 2009، كان الترابط وثيق بين بويك Buick وجاكوار Jaguar وتم اعتبارهما العلامتان التجاريتان الأكثر موثوقية في الولايات المتحدة.

### العقد الثاني من القرن الحادي والعشرين 2010s
شهد العقد الأول من القرن الحادي والعشرين عودة لوحة Buick الكلاسيكية (Regal) بالإضافة إلى إضافة العديد من اللوحات الجديدة. شهد العقد أيضًا أول سيارة هاتشباك للعلامة التجارية منذ عام 1987، وأول مصنع قابل للتحويل منذ عام 1991، وأول ستايشن واغن منذ عام 1996. ووسعت بويك من وجودها في سوق الكروس أوفر / سيارات الدفع الرباعي الشهير في 2010 أيضًا.
في يناير 2009، كشفت بويك النقاب عن سيارة LaCrosse سيدان 2010 الجديدة ، وهي اتجاه تصميم جديد بالكامل يتضمن إشارات Buick التقليدية. استجاب السوق بشكل إيجابي لـ LaCrosse وقام بمقارنتها بالطرازات الفاخرة مثل لكزس إي إس بشكل إيجابي. في عام 2010، أصبحت بويك العلامة التجارية الأسرع نموًا للسيارات في أمريكا وجذبت مجموعة سكانية أصغر من العملاء. صرح متحدث باسم شركة جنرال موتورز في ذلك الوقت أن بويك تم وضعها كعلامة تجارية «رائدة premium» (مستوى دخول إلى الفخامة entry-level luxury) للتنافس مع العديد من موديلات أكورا أكيورا وإنفينيتي إنفينيتي ولكزس لكزس وفولفو فولفو، بينما كانت كاديلاك كاديلاك تستهدف قطاع الأداء «الفاخر luxury» الذي تشمل علامات تجارية مثل بي إم دبليو ومرسيدس-بنز. أعيد تقديم سيارة ريجال سيدان الجديدة بالكامل ، وهي طراز أصغر يعتمد على سيارة أوبل إنسيجنيا أوبل إنسيغنيا الأوروبية ، لطراز عام 2011 بعد غياب دام سبع سنوات. بالنسبة لعام 2012، انضمت فيرانو Verano الجديدة بالكامل ، والتي كانت سيارة سيدان مدمجة تعتمد على شيفروليه كروز شيفروليه كروز، إلى التشكيلة. بالإضافة إلى ذلك ، تم طرح سيارة Regal GS للبيع رسميًا وأصبحت أول سيارة بويك منذ ما يقرب من 20 عامًا يتم تقديمها مع ناقل حركة يدوي وشاحن توربيني. دخلت بويك أيضًا السوق الهجينة من خلال إدخال تقنية eAssist في LaCrosse وRegal لعام 2012 والتي ساعدت في تحسين تصنيفات الاقتصاد في استهلاك الوقود بنسبة تصل إلى 38٪ مقارنة بإصدارات محركات الغاز العادية. وفي الوقت نفسه ، ظلت مبيعات Enclave كروس قوية. في يناير 2012، تم الكشف عن سيارة إنكور ميني كروس أوفر الجديدة كليًا في معرض أمريكا الشمالية الدولي للسيارات في ديترويت. أيضًا في عام 2012، تم تقديم إصدار بشاحن توربيني من Verano وتم إعادة تصميم Enclave لعام 2013. في عام 2013، أكدت جنرال موتورز خططها لـ «علامة تجارية عالمية هجينة» والتي تشمل أوبل / فوكسهول وبويك باستخدام المزيد من التعاون بين العلامات التجارية. تم تحديث LaCrosse وRegal لطراز عام 2014. في عام 2015، ظهر طراز أوبل كاسكادا الصغير القابل للتحويل الجديد كليًا في معرض أمريكا الشمالية الدولي للسيارات في ديترويت. في نوفمبر ، تم عرض سيارة لاكروس 2017 الجديدة كليًا في معرض لوس أنجلوس للسيارات. أكد بويك أيضًا أن سيارة الكروس أوفر المدمجة Envision ستباع في أمريكا الشمالية بدءًا من صيف 2016. تم إسقاط سيارة السيدان المدمجة Verano من تشكيلة بويك في أمريكا الشمالية في عام 2017. مع بيع GM قسم Opel / Vauxhall لمجموعة بيجو PSA في مارس 2017، من المتوقع أن تبتعد بويك عن مشاركة طراز / تصميمات أوبل عند الانتهاء من الجيل الحالي من المركبات.
بالنسبة لعام 2018، استبدلت بويك سيارة ريجال سيدان بطراز جديد كليًا يقدم طرازات هيكل هاتشباك hatchback وستيشن واغن. كان سيارة Regal الجديدة هذه أول هاتشباك من بويك لسوق أمريكا الشمالية منذ 1987 Skyhawk وأول عربة ستيشن منذ عام 1996 Roadmaster. تمت إضافة علامة تجارية فرعية أيضًا في عام 2018 لمرافقة بويك ، حيث تم تطبيق شارة أفينير Avenir على حوافها الأعلى من الخط ، باستخدام نفس إستراتيجية العلامة التجارية الفرعية الناجحة دينالي Denali من جي إم سي. سيكون عام 2019 هو العام الأخير لسيارة Cascada القابلة للتحويل على مستوى العالم وسيارة LaCrosse سيدان لسوق أمريكا الشمالية.

### العقد الثالث القادم من القرن الحادي والعشرين 2020s
الجديد لعام 2020 كان Encore GX كروس أوفر الذي تم وضعه بين السيارتين الموجودتين حاليا وهما Encore وEnvision. تم إيقاف طراز Regal hatchback وstation wagon لسوق أمريكا الشمالية في عام 2020. بالنسبة لعام 2021، تتكون تشكيلة بويك في أمريكا الشمالية من السيارات التالية:
1. Encore subcompact crossover
2. Encore GX compact crossover
3. Envision compact crossover
4. Enclave mid-size crossover

## نماذج الإنتاج
| Current lineup- Buick Excelle - Buick Excelle GT - Buick Excelle GX - Buick Verano - Buick Verano GS - Buick Regal - Buick LaCrosse - Buick Encore - Buick Encore GX - Buick Envision - Buick Envision S - Buick Enclave - Buick GL6 - Buick GL8 - Buick Velite 6 - Buick Velite 7 |
| --- |

### سيارات بويك حاليا

#### الصين
- إينكليف Enclave من (2020 إلى الوقت الحاضر)
- إنكور (2013 إلى الوقت الحاضر)
- إنكور جي اكس Encore GX من (2020 إلى الوقت الحاضر)
- إنفجن Envision من (2015 إلى الوقت الحاضر)
- إنفجن اس Envision S من (2020 إلى الوقت الحاضر)
- إكسيل (2003 إلى الوقت الحاضر)
- إكسل جي تي Excelle GT من (2010 إلى الوقت الحاضر)
- إكسل جي اكس Excelle GX من (2018 إلى الوقت الحاضر)
- جي ال ستة GL6 من (2018 إلى الوقت الحاضر)
- جي ال ايت GL8 من (2000 إلى الوقت الحاضر)
- لاكروس (2006 إلى الوقت الحاضر)
- ريجال (1999 إلى الوقت الحاضر)
- فيليت 6 (2019 إلى الوقت الحاضر)
- فيليت 7 (2020 إلى الوقت الحاضر)
- فيرانو (2012 إلى الوقت الحاضر)

#### أمريكا الشمالية
- جيب (2008 إلى الوقت الحاضر)
- إنكور (2013 إلى الوقت الحاضر)
- إنكور جي اكس Encore GX من (2020 إلى الوقت الحاضر)
- إنفجن Envision من (2016 إلى الوقت الحاضر)

### سيارات بويك في الماضي
- Model B عام (1904)
- Model C عام (1905)
- Model F & G عام (1906–1910)
- Model 10 عام (1908–1910)
- Model 14 & 14B عام (1910–1911)
- Model 28, 29, 34, 36 & 43 عام (1912)
- Model 24, 25, 30, 31 & 40 عام (1913)
- Series B عام (1914)
- Series C عام (1915)
- Series D عام (1916–1917)
- Series E عام (1918)
- Series H عام (1919)
- Series K عام (1920)
- Series 21 عام (1921)
- Series 22 عام (1922)
- Series 23 عام (1923)
- Series 24 عام (1924)
- Master Series عام (1925–1928)
- Standard Series عام (1925–1928)
- Series 116, 121 & 129 عام (1929)
- Series 40 عام (1930–1935)
- Series 50  [لغات أخرى]‏ عام (1930–1935)
- Series 60  [لغات أخرى]‏ عام (1930–1935)
- Special عام (1936–1958, 1961–1969)
- Roadmaster عام (1936–1958, 1991–1996)
- Century عام (1936–1942, 1954–1958, 1973–2005)
- Super عام (1939–1958)
- Skylark عام (1953–1954, 1961–1972, 1975–1998)
- Invicta عام (1959–1963)
- Electra عام (1959–1990)
- LeSabre عام (1959–2005)
- Wildcat عام (1963–1970)
- Riviera عام (1963–1993, 1995–1999)
- Estate عام (1970–1979, 1990)
- Centurion عام (1971–1973)
- Apollo عام (1973–1975)
- Skyhawk عام (1975–1980, 1982–1989)
- Opel عام (1976–1979)
- Somerset عام (1985–1987)
- Reatta عام (1988–1991)
- Park Avenue عام (1991–2005, 2007–2012)
- Sail عام (2001–2004)
- Rendezvous عام (2001–2007)
- Rainier عام (2004–2007)
- Royaum عام (2005–2006)
- Terraza عام (2005–2007)
- بويك لوسيرن عام (2006–2011)
- Excelle XT  [لغات أخرى]‏ عام (2010–2015)
- أوبل كاسكادا (2016–2019)
- Velite 5 (2017–2019)

## سيارات المفهوم
تتمتع بويك بتاريخ طويل في ابتكار سيارات ذات مفهوم concept مثير للفضول يعود تاريخها إلى Y-Job ، أول سيارة مفهوم في الصناعة، عام 1938. أحدث مفاهيمها هما، وكلاهما سيارات كهربائية مركبة كهربائية، هما سيارة Buick Enspire concept التي تم الكشف عنها في أبريل 2018 وسيارة Buick Electra concept التي تم الكشف عنها في سبتمبر 2020.
| Concept cars- 1938 Buick Y-Job concept - 1951 Buick LeSabre concept - 1951 Buick XP-300 concept - 1954 Buick Wildcat II concept - 1956 Buick Centurion concept - 1963 Buick Silver Arrow concept - 1989 Buick Park Avenue Essence concept - 1995 Buick XP2000 concept - 2007 Buick Riviera concept - 2013 Buick Riviera concept - 2015 Buick Avenir concept - 2016 Buick Avista concept |
| --- |

## السمات المميزة

### الدروع الثلاثة Trishield

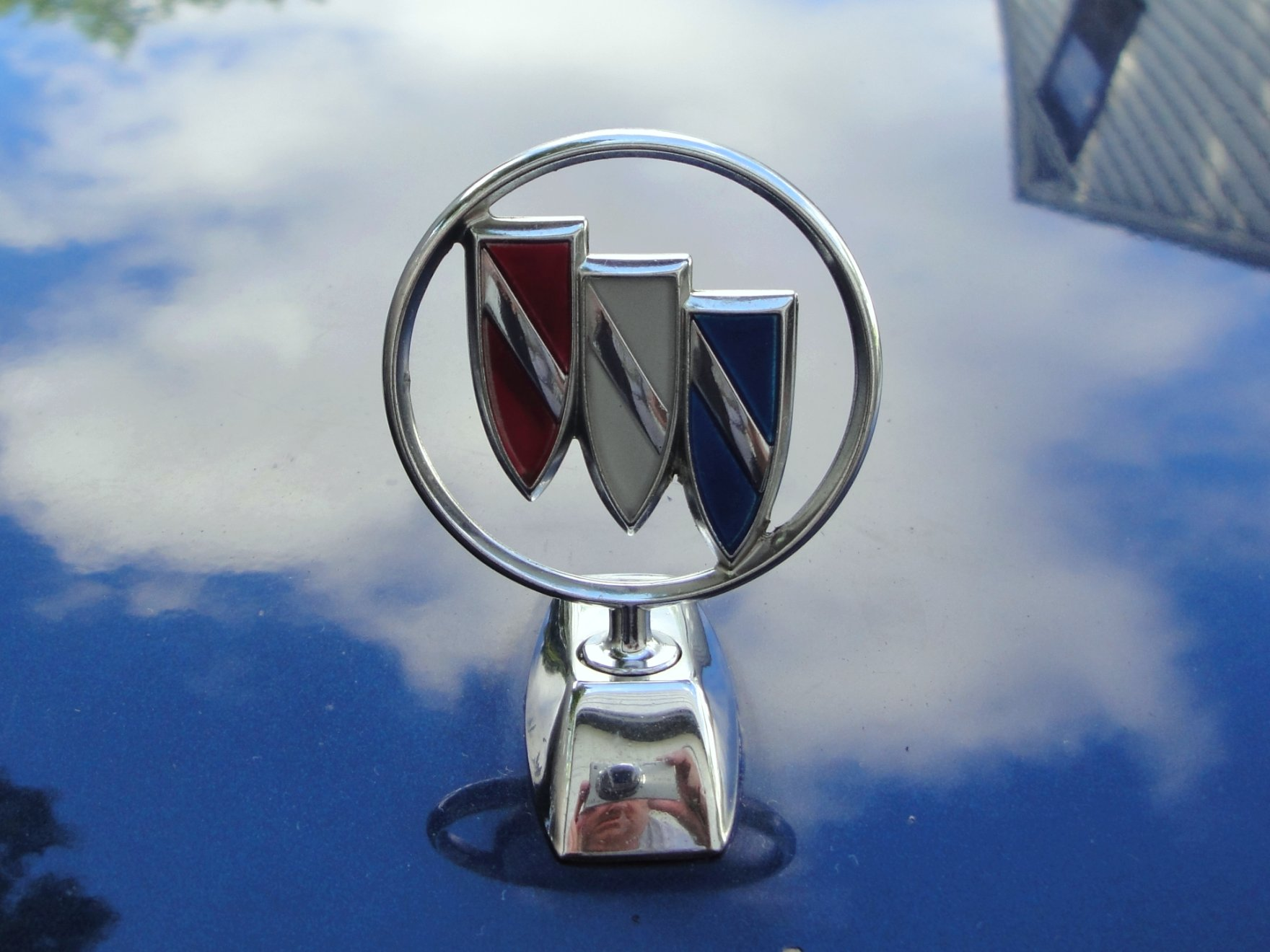
الدروع الثلاث، رمز بويك ، زخرفة غطاء محرك السيارة على طراز LeSabre Custom لعام 1990

يعود أصل دروع بويك الثلاثة Buick Trishield إلى شعار أسلاف مؤسس شركة صناعة السيارات ، ديفيد دنبار بويك. كان هذا الشعار عبارة عن درع أحمر مع خط قطري متقلب من الفضة والأزرق السماوي من أعلى اليسار إلى أسفل اليمين ، وأيل أعلاه ، وصليب مثقوب أدناه. تبنى القسم هذا على شبكات المبرد الخاصة به في عام 1937. في عام 1960، خضع الشعار لإصلاح كبير. تم استبدال درعها الفردي بثلاثية باللون الأحمر والأبيض والأزرق - تدل على LeSabre وInvicta وElectra ثم في تشكيلة Buick. حلت محلها شعار صقر بويك Buick Hawk في السبعينيات ، لكن الدروع الثلاثة ظهرت مرة أخرى في الثمانينيات ، مبسطة ، ولكن بألوانها الوطنية نفسها. تم تبسيط الدروع الثلاثة بمميزات حمراء وبيضاء وزرقاء في عام 2005، لكن الألوان عادت لتمثل الثلاثي الحالي للمركبات في ماركة Buick لسيارات السيدان والكروس أوفر. ومع ذلك ، فإن الدروع الثلاثة المتمتعة بشكلها ثلاثي الألوان هي أكثر تقطرًا وجرأة.

### فتحات التهوية المميزة فينتيبورتس VentiPorts
يعد تصميم Buick التقليدي الذي يعود تاريخه إلى عام 1949 عبارة عن سلسلة من ثلاث أو أربع فتحات على الرفارف الأمامية خلف العجلات الأمامية. كان مصدر ميزة التصميم هذه هو سيارة مخصصة custom car لمصمم سيارات بويك نيد نيكلس Ned Nickles ، والتي بالإضافة إلى ذلك كان لها ضوء وامض داخل كل ثقب ، كل منها متزامن مع شمعة شرارة محددة لمحاكاة ألسنة اللهب من مجموعة العادم للطائرة المقاتلة. بالاقتران مع سيارة تميمة القنبلة bombsight mascot (تم تقديمها في عام 1946)، حفزت لدى نيكلس Nickles فكرة الطائرة المقاتلة الخيالية imaginary fighter airplane لتضمينها في سيارة بويك المخصصة custom car. لم تستخدم Buick ميزة الضوء الوامض في الإنتاج.
ذكر كتيب مبيعات بويك لعام 1949 ما يلي «... أربعة منافذ Venti-ringed كروم على المصدات الأمامية (ثلاثة في جميع موديلات Super) تضرب ملاحظة بحرية ذكية بينما تعمل على تهوية حجرة المحرك.» يدخل الهواء من الشبكة إلى حجرة المحرك ، ويتم ضغطه بواسطة مروحة المبرد ويخرج (جزئيًا) من خلال فتحات التهوية VentiPorts. ومع ذلك ، في وقت ما خلال عام 1949 تم إيقاف هذه السمة وأصبح VentiPorts غير وظيفي.
عند تقديمه في عام 1949، كان هناك خطان فقط من النماذج ؛ كانت سيارة Roadmaster الأعلى سعرًا وتحتوي على 4 منافذ تهوية لكل جانب ، والسلسلة الأقل علوا Super تحتوي على 3 منافذ تهوية. وقد تردد صدى هذا على مدار السنوات القليلة التالية. بحلول عام 54، أضافت Buick خطوط طرازات Special وCentury ، وعلى الرغم من استخدام Century وSuper على حد سواء نفس المحرك مثل Roadmaster ، إلا أن Roadmaster فقط كانت مزودة بـ 4 فتحات تهوية VentiPorts. و'53 -54 سكايلارك لم يكن لديها أي شيء.
لم يكن بويك متوافقًا تمامًا مع كيفية تطبيقهم لميزة التصميم ، لذا فإن النظريات القائلة بأن عددهم مرتبط بالمحرك أو حجم هيكل الجسم ليست متسقة من الناحية الواقعية. والأكثر دقة أن Buick ربطت عدد فتحات التهوية Ventiport بخط الطراز ، وكان ذلك يعتمد على العام المعني. على سبيل المثال ، في عام 55، تم «ترقية» كل من Century وSuper إلى 4 منافذ تهوية VentiPorts لكل جانب ، على الرغم من حقيقة أن سيارة سنشري Century كانت تشارك هيكل الجسم الأصغر مع «3 فتحات تهوية» خاصة بها.
أسقطت بويك مؤقتًا فتحات التهوية VentiPorts لطرازات 1958 و1959. 1958 سيئة السمعة لكونها مزينة بشكل مفرط نسبيًا ، ربما قرر المصممون عدم وجود «مساحة» لفتحات التهوية Ventiports ذلك العام. لكن بحلول عام 1960، عادوا إلى استخدامها.
في عام 1961، قدمت Buick أول محرك V6 مثبت في سيارة ركاب أمريكية ، يسمى محرك كرة النار Fireball V6 في سيارة Buick Special ، وظهرت ثلاثة منافذ للتهوية VentiPorts على الجانب. لا يزال هذا غير مرتبط بعدد الأسطوانات ، حيث استمرت سيارة V8 LeSabres في حمل 3 منافذ تهوية VentiPorts لكل جانب. خلال هذه الحقبة أيضًا ، استخدمت بويك ما أطلق عليه كتيب Buick GS لعام 1967 «VentiPorts الرأسي» لوصف تفاصيل القطع التي شوهدت على النصف السفلي من الرفارف الأمامية على خطوط سيارة Skylarks وسيارة Wildcat. لم يكن لدى طراز الريفييرا المميز أيهما ، على غرار '53 -54 سكايلارك. تم استخدام فتحات التهوية VentiPorts في معظم الموديلات خلال العقدين التاليين.
ظهرت فتحات التهوية VentiPorts في الإنتاج المحدود 1987 Buick GNX ، ومرة أخرى كانت تستخدم. ثم تم إسقاط الميزة مرة أخرى ، حتى عام 2003 عندما أعيد تقديم فتحات التهوية VentiPorts في سيارة Buick Park Avenue Ultra. بعد توقف Park Avenue ، قامت Buick بدمج فتحات التهوية VentiPorts في سيارة بويك لوسيرن الجديدة لعام 2006. لأول مرة بدا أن Buick كانت تربط عدد VentiPort بعدد الأسطوانات ؛ كان لدى V6 Lucernes ثلاثة فتحات تهوية على كل جانب ، بينما كان لـ V8s أربعة فتحات تهوية على كل جانب.
حديثة وحادة مقارنة بتلك البيضاوية التي تزين بويك لسنوات ، أصبحت فتحات التهوية VentiPorts الجديدة تعويذة على مستوى Buick مرة أخرى. تظهر منافذ التهوية VentiPorts المصممة حديثًا في كل طراز من طراز Buick بدءًا من 2014 فصاعدًا.
في وقت من الأوقات ، ظهرت رسالة من بويك كانت ردًا على استفسار بخصوص اسم الموانئ. الاسم الرسمي ، وفقًا للرسالة ، هو "Cruiserline VentiPorts".

### الاجتياح Sweepspear

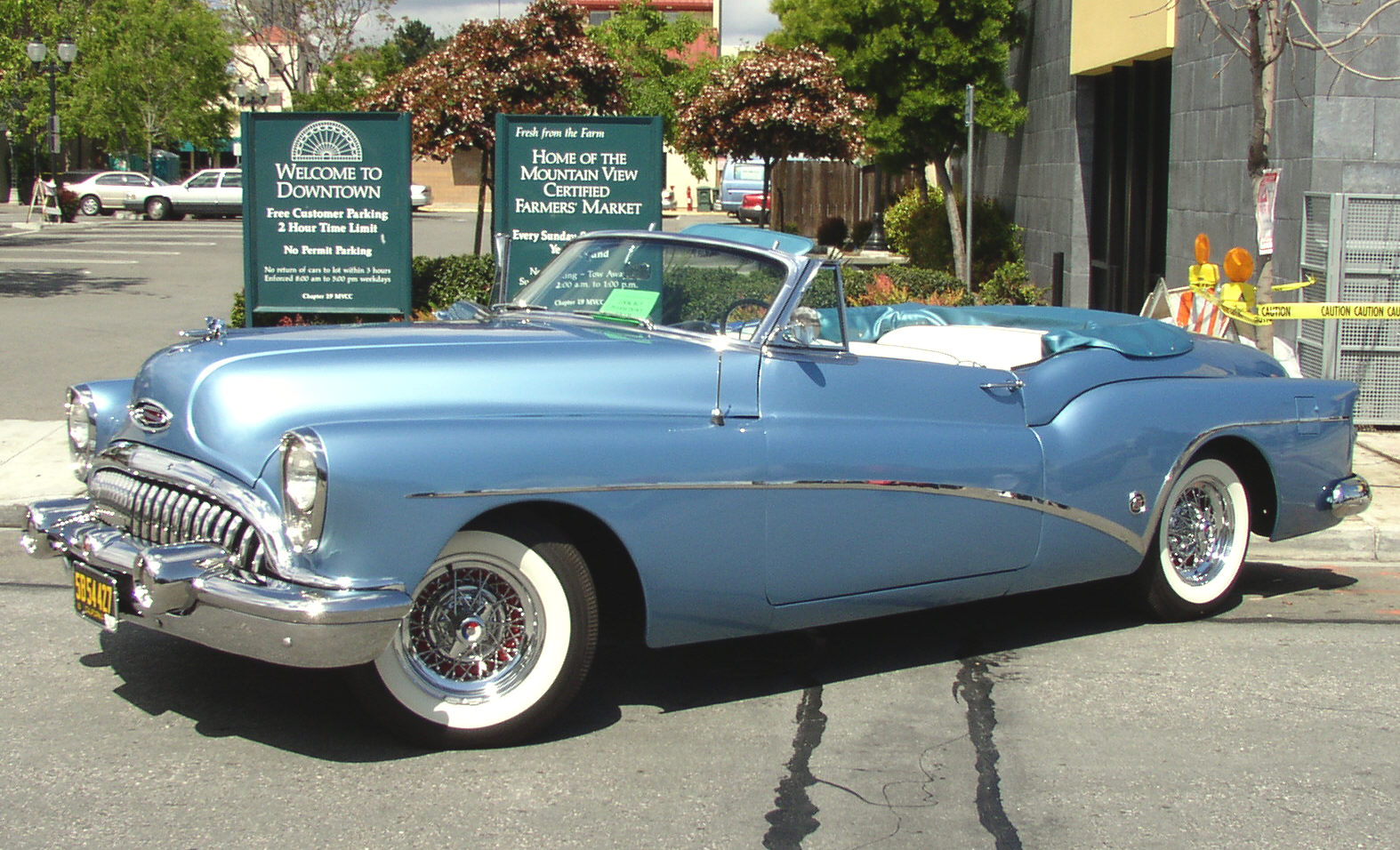
خط الاجتياح Sweepspear (وهو عبارة عن خط منحني يمتد تقريبًا على طول السيارة) على سيارة بويك سكايلارك Buick Skylark موديل 1953.

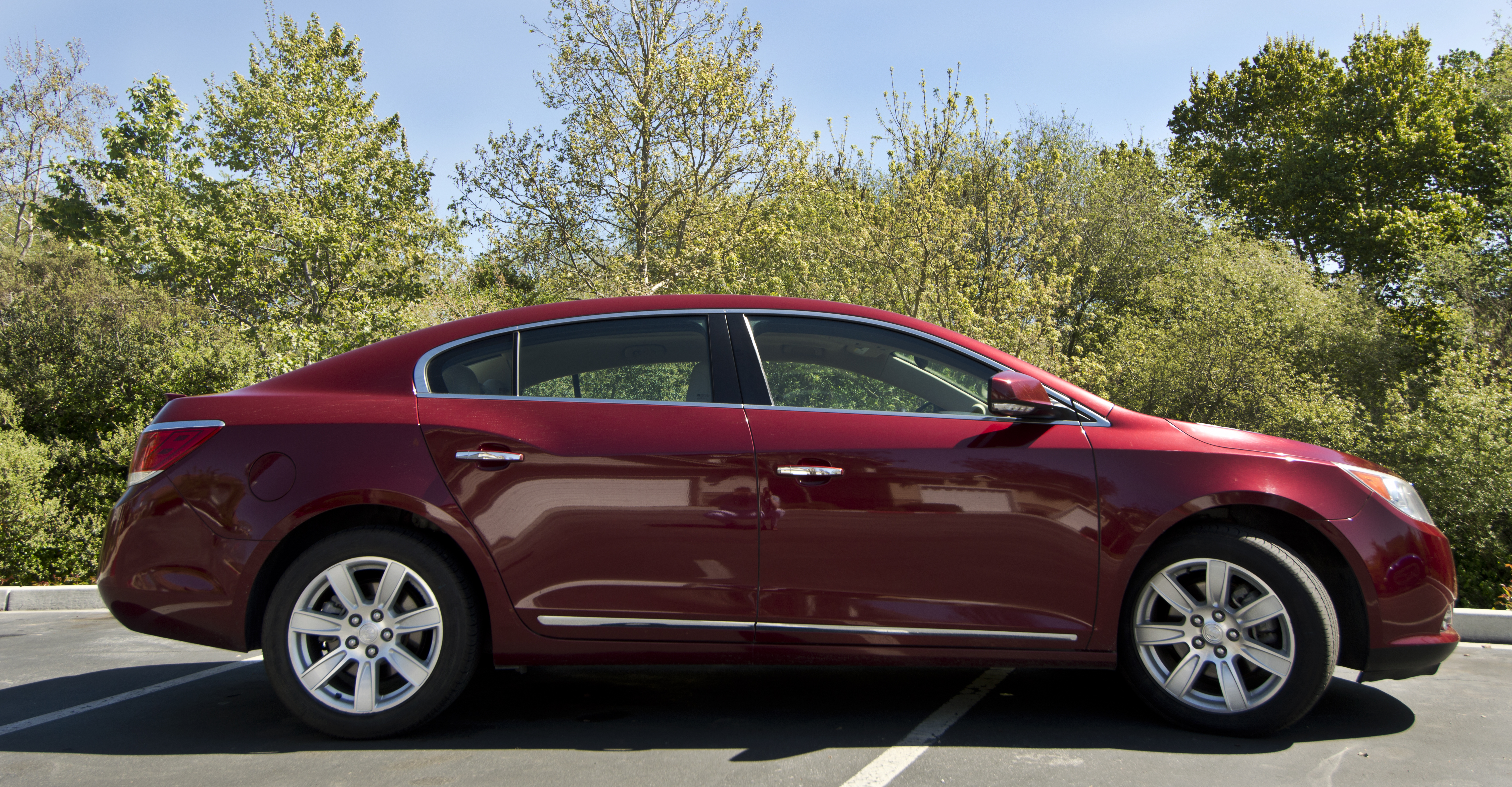
خط الاجتياح المعاصر Contemporary sweepspear (وهو عبارة عن خط منحني يمتد تقريبًا على طول السيارة) عند إعادة تقديمه على الجيل الثاني من سيارة بويك لاكروس 2nd generation Buick LaCrosse

من سمات التصميم الأخرى من الأربعينيات حتى السبعينيات كان خط الاجتياح sweepspear، وهو عبارة عن خط تقليم منحني يمتد تقريبًا بطول السيارة. تم طرحه كخيار في سيارة بويك كوبيه رودماستر ريفيرا ذات السقف الصلب Buick Roadmaster Riviera hardtop coupe عام 1949، وكان خط الاجتياح الأصلي عبارة عن شريط ستيل فرك مطلي بالكروم بدأ مستويًا فوق العجلة الأمامية ، ومنحنيًا برفق نحو الأسفل عبر الحاجز الأمامي والباب ، ويغطس تقريبًا إلى لوحة الحصى مباشرة أمام العجلة الخلفية ، ثم يصعد فجأة فوق العجلة الخلفية قبل أن يستقر مرة أخرى في مسار مستقيم للخلف باتجاه ضوء الذيل. شكل هذا المظهر يبدي تشابها مع مثيله في سيارة جاكوار جاكوار إكس كيه120، مع كون هذا المظهر يشغل طول السيارة في كلا المثالين.
«تقليم ريفييرا Riviera trim»، كما كان يُطلق عليه في البداية ، تم توفيره في سيارة Roadmaster القابلة للتحويل في وقت متأخر جدًا في طراز العام 49. لقد أثبتت شعبيتها لدرجة أنه بحلول عام 1951 أصبحت ميزة قياسية في جميع سيارات بويك. خلال فترة جنون الألوان ثنائي اللون للسيارات في الخمسينيات من القرن الماضي ، فصل هذا المظهر منطقتين مختلفتين من الألوان.
بمرور الوقت ، أصبح خط الاجتياح Sweepspear من الفولاذ المقاوم للصدأ ، ثم شريط فرك من الفينيل أو خط بسيط في الصفائح المعدنية ، كما تم التلميح إليه في بعض إصدارات Buick Riviera، المميزة في 1968-1969 Skylark ، وظهورها في سيارة مفهوم Invicta لعام 2008. غالبًا ما كان الزخرفة الاختيارية متاحة لتعزيز خط مميز في هيكل السيارة. تمت إعادة تقديم الميزة مع الجيل الثاني من سيارة بويك لاكروس 2nd generation Buick LaCrosse.

### زعنفة دلتا

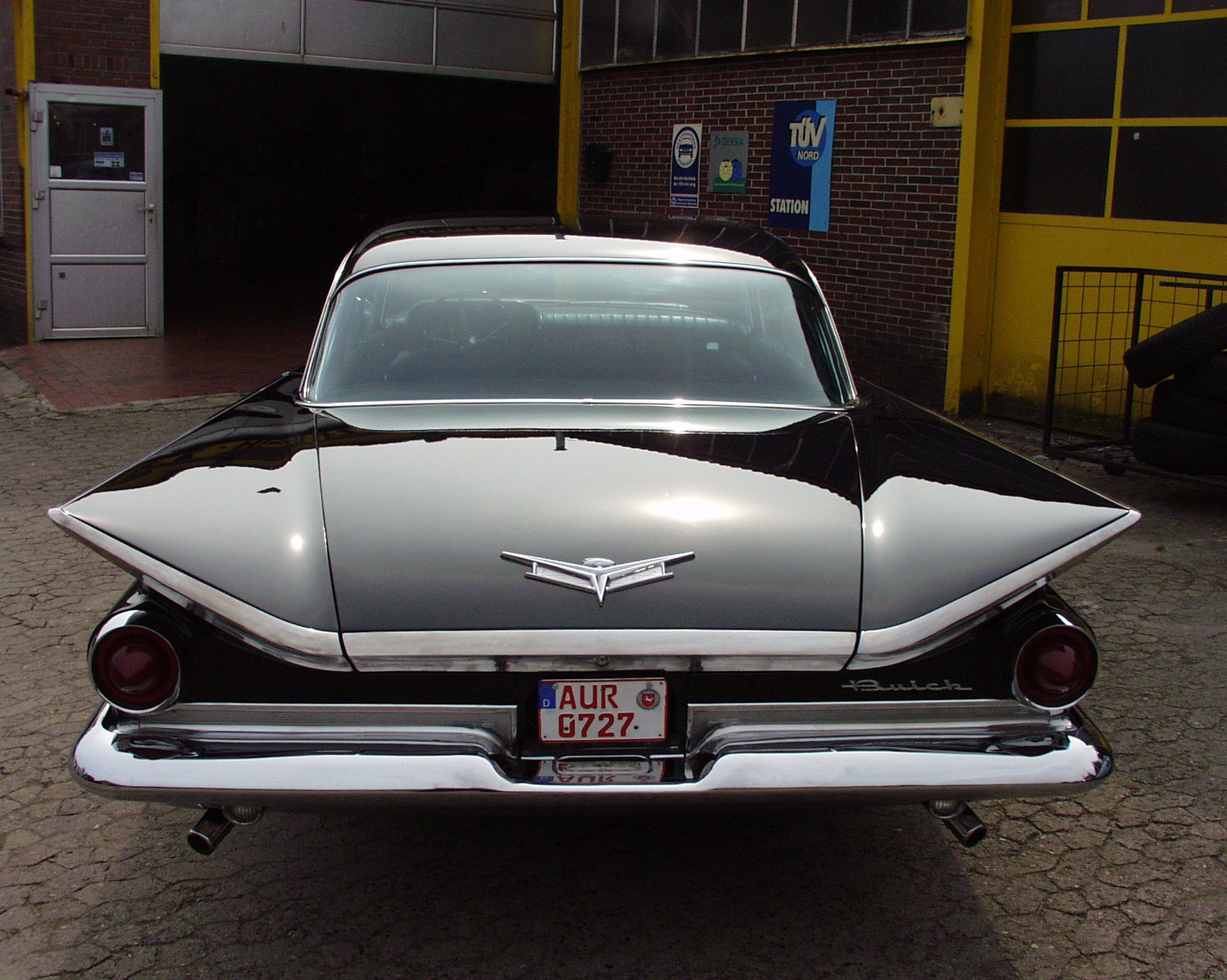
زعانف دلتا على سيارة بويك إلكترا 225 ريفيرا موديل 1959

تم تسويق سيارة Buick 1958 ابتداءً من سبتمبر 1957، تمامًا كما بدأ عصر الفضاء بإطلاق سبوتنيك واحد سبوتنك 1 في 4 أكتوبر من ذلك العام. لُقبت سيارة بويك هذه «بملك الكروم chrome» ولها زعانف خلفية بشكل الدلتا Delta tailfins تذكرنا بسفينة صاروخية rocket ship. في عام 1959، كان لدى Buick محرك Delta Fin الديناميكي الهوائي. تم تجاهله في عام 1960 واختفى في عام 1961.

### أشكال الضوء الخلفي
خلال الخمسينيات من القرن الماضي ، كان الشكل المميز للمصابيح الخلفية من بويك عبارة عن طبقة من أشكال الرصاص الصغيرة الدائرية. في أوائل الستينيات ، بدأت معظم الطرز في تطوير نمط مستطيل عريض ، حتى ظهر طرازا 1965 Skylark وElectra بمصابيح خلفية كاملة العرض. منذ ذلك الحين ، أصبحت المصابيح الخلفية العريضة سمة مميزة من سمات بويك ، وتتألف عادةً من أربعة لمبات على كل جانب. تستخدم إضاءة ضوء الفرامل المصباحين الخارجيين ، بينما يظل المصباحان الداخليان بمثابة مصابيح خلفية.

### تصميم الشبك الأمامي الكلاسيكي

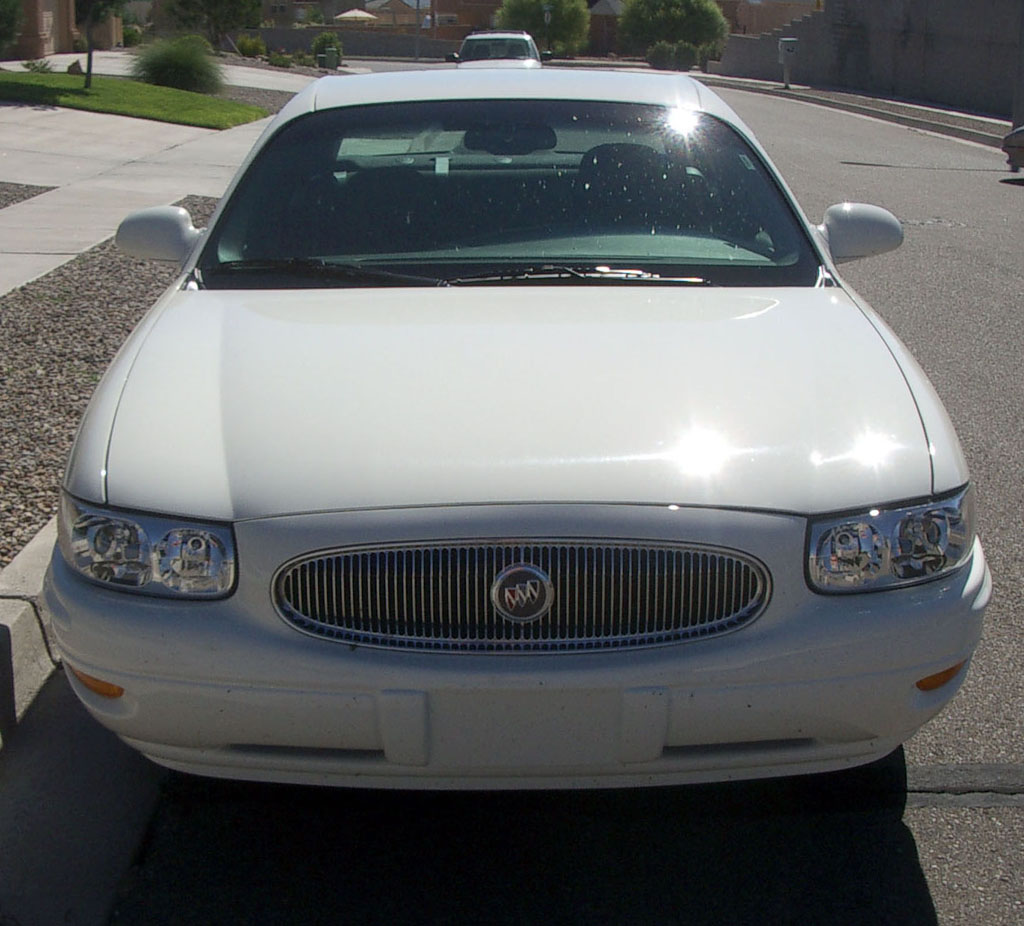
بويك "ابتسامة الدولار" و"الدروع الثلاثة" في سيارة بويك LeSabre

إن طريقة تصميم بويك للشبك الأمامي التي يعود تاريخها إلى الفترة من 1942 إلى 1958 والتي غالبًا ما ظهرت مرة أخرى، على الرغم من ذلك، هي أن تكون الشبكة بيضاوية أفقية مع العديد من الأضلاع الرأسية المطلية بالكروم والتي تنتفخ إلى الأمام. وقد أطلق على هذا أحيانًا اسم بويك «ابتسامة الدولار» Buick dollar grin خاصة في طرازات أوائل الخمسينيات من القرن الماضي، والتي كانت ذات أضلاع سميكة مصقولة للغاية تشبه إلى حد ما الأسنان. أخذ موديل 1950 موضوع الأسنان هذا إلى أقصى حدوده حيث عبرت الأسنان فوق المصد الأمامي مصد السيارة لتكشف الابتسامة grin المشهورة «ابتسامة 1950». تم ضبط طراز 1951 على المظهر ، حيث أعاد الأسنان خلف المصد الأمامي مصد السيارة. تتمتع موديلات بويك الحالية بلمسة جديدة على التصميم الكلاسيكي مع «شبكات الشلال Waterfall Grilles» المطلية بالكروم.

### الشبك الأمامي بشكل الشلال Waterfall grille

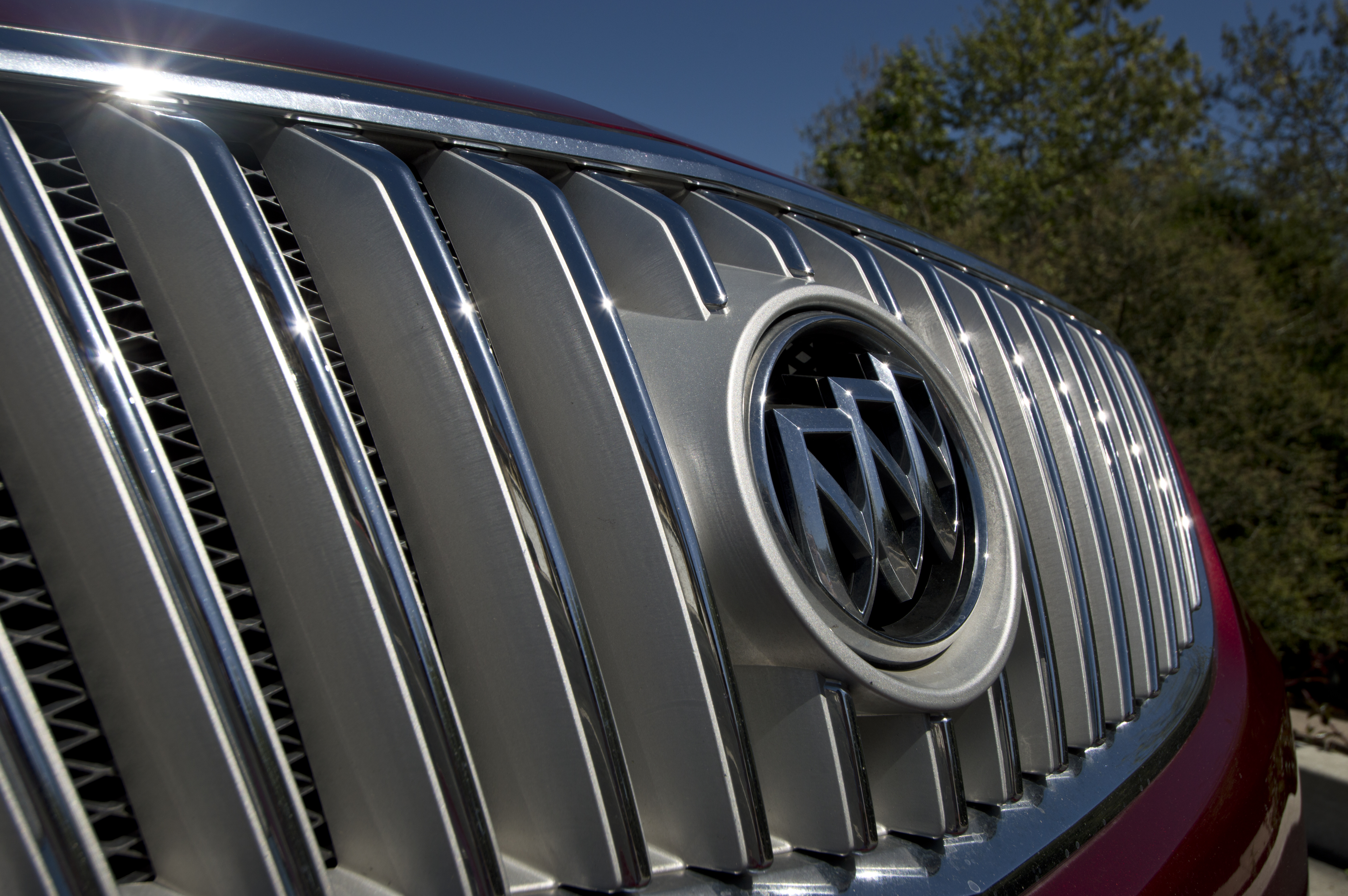
الشبك الأمامي المنقح بشكل شلال على الجيل الثاني من سيارة بويك طراز لاكروس

في السنوات الأخيرة ، تبنت بويك شبكة أمامية بشكل الشلال ، كما رأينا في سيارة Buick Velite الاختبارية من 2004 واستخدمت لأول مرة في الإنتاج مع بويك لوسيرن التي تم طرحها لعام 2006. تحمل شبكة الشلال بعض التشابه مع شبكات سيارات بويك في الثمانينيات ، مثل Grand National.

### رأس المسمار
إن محرك بويك في ثمانية Buick V8 engine، الملقب برأس المسمار Nailhead بسبب صمامات السحب والطرد الصغيرة نسبيًا التي تشبه المسامير ، أصبح شائعًا مع القضبان الساخنة hot-rodders في الخمسينيات والستينيات من القرن الماضي ، لأن الاتصال الرأسي لأغطية الصمامات valve covers، على عكس الاتصال الآخر بشكل زاويّة لمحركات في ثمانية V8 engines، مما يمكن المحرك من التوافق مع المساحات الأصغر مع الحفاظ على سهولة الوصول للصيانة.

## الأداء
بالإضافة إلى سيارات الصف الأول premium والسيارات الفاخرة luxury، اشتهرت بويك أيضًا بعروضها للسيارات عالية الأداء. تضمنت بعض الأمثلة المعروفة طرازي Gran Sport وGSX في الستينيات والسبعينيات من القرن الماضي، ونماذج Grand National وGNX في الثمانينيات من القرن الماضي.

## التوزيع العالمي

### آسيا

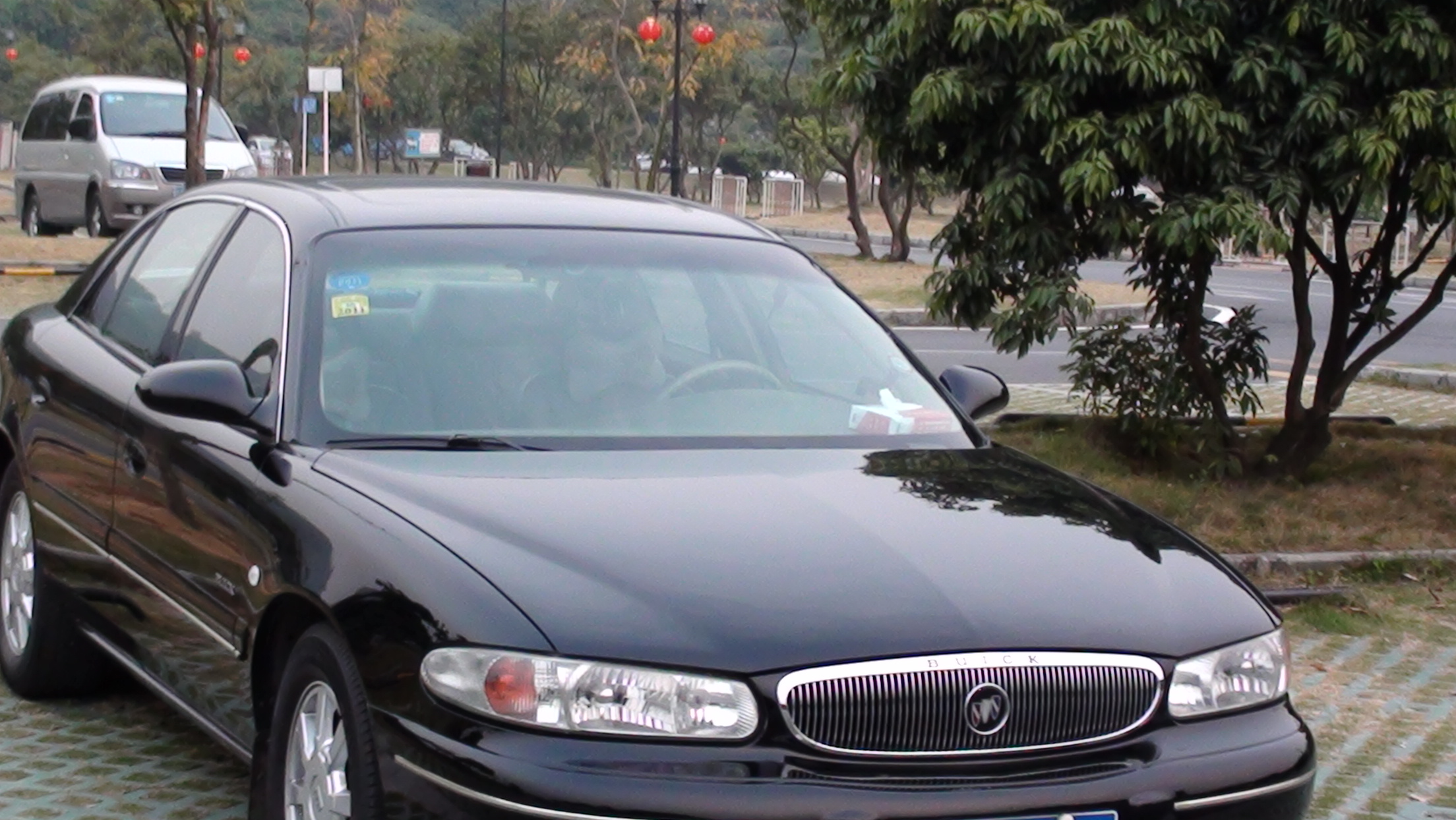
سيارة بويك Buick G2.5 بمحرك V6 من صنع Shanghai GM ، الصين ، 2002

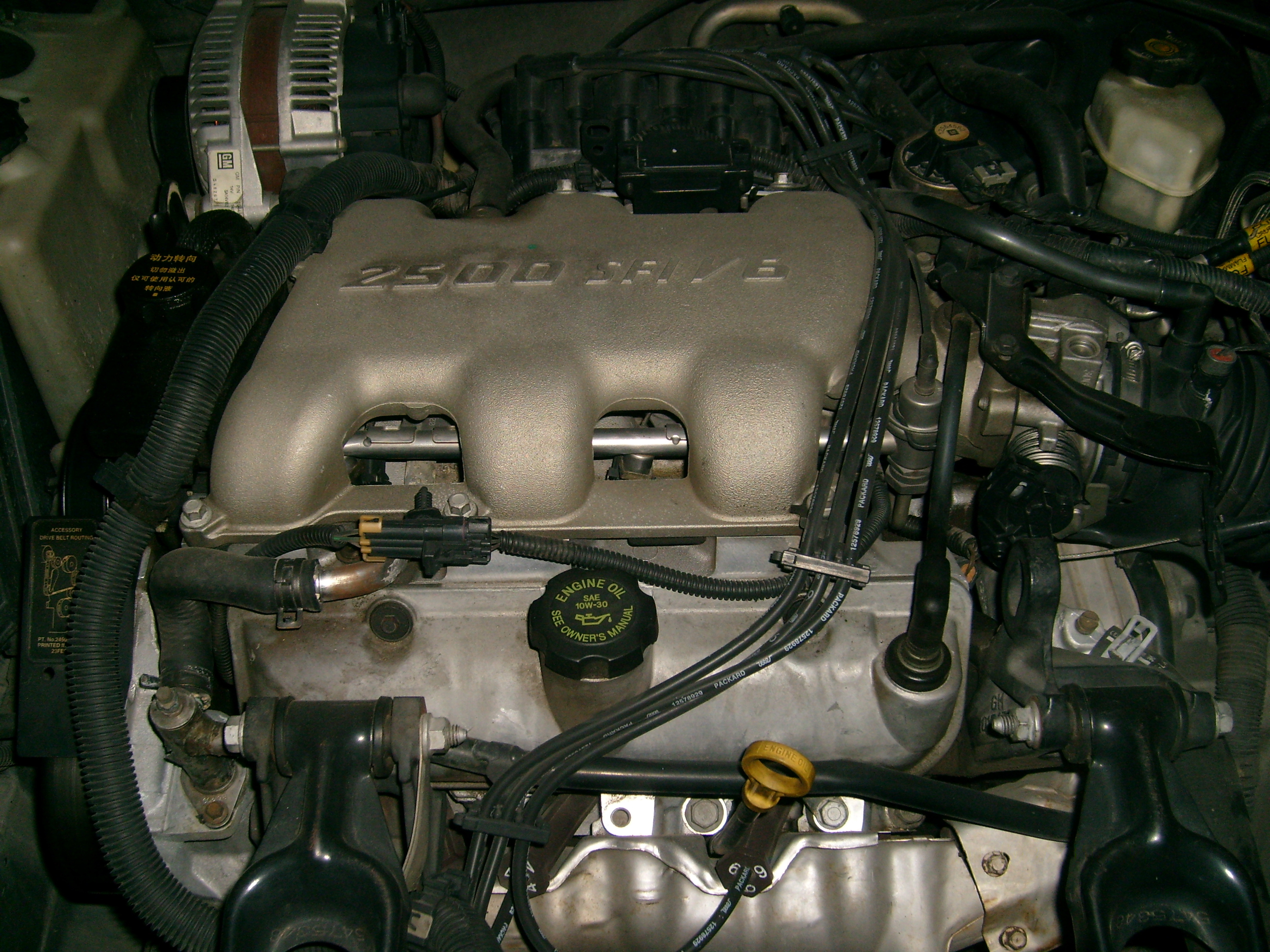
محرك V6 لسيارة بويك Buick G2.5 من صنع Shanghai GM ، الصين ، 2002

Buick هي واحدة من أكثر السيارات مبيعًا في الصين. في عام 2016، باعت شركة جنرال موتورز أكثر من 1.1 مليون سيارة بويك في الصين. لطالما كانت بويك شائعة في الصين. في الصين قبل الحرب العالمية الثانية ، كانت واحدة من كل خمس سيارات من طراز بويك. تم استخدام بويك من قبل الإمبراطور الأخير بويي بوئي، وأول رئيس سون يات صن سون يات سين، وأول رئيس وزراء تشو إنلاي تشوان لاي. منذ عام 1999، قامت شركة Shanghai GM بإنتاج وبيع سيارة Buick Regal للصين وأثبتت شعبيتها بين العائلات المهنية الراقية ، مما جعل بويك واحدة من أشهر العلامات التجارية للسيارات في الصين. بالإضافة إلى ذلك ، يبيع فرع بويك الصين Buick of China سيارة طراز Excelle مضغوطًة، على غرار إصدار هاتشباك هاتشباك بخمسة أبواب تسمى دايو لاستي، وشاحنة صغيرة تسمى GL8. تم تجهيز العديد من سيارات بويك للسوق المحلي بمحركات أصغر حجمًا وأكثر كفاءة في استهلاك الوقود مع أعمدة كامات علوية مزدوجة ، مقارنةً بتلك التي تحتوي على صمامات علوية في نفس لوحة الاسم للسوق الأمريكية. تأسست جنرال موتورز تايوان في أغسطس 1989. في أوائل التسعينيات ، كانت بويك ، إلى جانب ماركات جنرال موتورز الأخرى ، مشهورة جدًا وشوهدت كثيرًا في الشوارع التايوانية. تم بيع Park Avenue والجيل الثالث والرابع من Regalوالجيل السادس من Skylark في تايوان. في ديسمبر 2004، وقعت جنرال موتورز مذكرة تفاهم مع شركة Yulon، وهي شركة مقرها في تايوان ، لتصنيع سيارات بويك المرخصة هناك. في يوليو 2005، تم تأسيس شركة يولون جنرال موتورز المتحدة Yulon GM Motor Co. Ltd، وهي مشروع مشترك يمتلك 51٪ من الأسهم المملوكة لشركة Yulon Motor و49٪ من قبل GM.
في أبريل 2010، طرحت بويك نسخة محلية من LaCrosse ، تسمى Alpheon، في سوق كوريا الجنوبية.

### المكسيك
تم بيع بويك في المكسيك من عام 1921 إلى عام 1962، عندما فرضت سياسة حمائية حمائية نيابة عن الحكومة قيودًا على النسبة المئوية للأجزاء المستوردة التي يمكن استخدامها في تصنيع السيارات وبيع السيارات المستوردة. ومنذ ذلك الحين فصاعدًا ، تم بيع جميع منتجات جنرال موتورز بواسطة وكلاء شفروليه. في عام 1990، بعد تعديل كبير لسياسة الحماية في الستينيات ، بدأت جنرال موتورز في تجميع سيارة بويك سنشري Century في المكسيك ، في المصنع في راموس أريزبي Ramos Arizpe، في ولاية كواهويلا كواويلا، والتي تقع جنوب تكساس تكساس تماما، وبيعها من خلال وكلاء شفروليه المكسيكيين ، لذلك لم يكن من غير المألوف أن يسميها «شيفروليه سنشري Chevrolet Century». في عام 1997، توقفت جنرال موتورز عن بيع بويك في المكسيك ولم يتم بيع العلامة التجارية هناك حتى عام 2009.
مع الإعلان في عام 2009 عن التخلص من علامة بونتياك بونتياك التجارية ، تم التكهن بأن بويك سيتم بيعها مرة أخرى في المكسيك ، حيث كانت هناك شبكة كبيرة من وكلاء Pontiac-GMC في المكان بالفعل. في 24 يوليو 2009، كشفت جريس ليبلين Grace Lieblein، الرئيس الجديد لشركة جنرال موتورز في المكسيك ، أن ماركة بويك ستكون متاحة في المكسيك في أواخر أيلون من ذلك العام 2009، بعد غياب دام اثني عشر عامًا ، مع طرازات لاكروس LaCrosse وإنكليف Enclave. شاركت بويك أرضية البيع مع Pontiac وGMC حتى تلاشت تدريجيا ماركة Pontiac في صيف 2010.
في 26 مارس 2019، أعلنت شركة بويك أن القسم المكسيكي سيقدم فقط سيارات الكروس أوفرcrossovers وهي (Encore ، Envision وEnclave). تم إسقاط سيارة La Crosse سيدان وRegal hatchback وRegal TourX station wagon من السوق حيث من المتوقع أن تختفي هذه العلامات التجارية بسبب مستقبل أوبل (تحت المالك الجديد PSE) فيما يتعلق بشارة إنسيجنيا Insignia المرتبطة بشارات أمريكا الشمالية Regal وقرار بويك بجعل سيارة La Crosse حصريًا للصين.

### الشرق الأوسط
في إسرائيل ، يتم استيراد بويك من قبل شركة Universal Motors، Ltd. (UMI)، التي تستورد أيضًا مركبات جنرال موتورز أخرى. بالنسبة لعامي الطراز 2004 و2005 ، تم بيع بويك LeSabre وبويك Rendezvous. بالنسبة لعامي 2006 و2007 ، تم بيع بويك LaCrosse وبويك بويك لوسيرن جنبًا إلى جنب مع بويك Rendezvous. بالنسبة لطراز عام 2008، تم توفير بويك LaCrosseوبويك بويك لوسيرن. تم بيع بويك في جميع أنحاء الشرق الأوسط حتى تم إيقاف الجيل الثاني من بويك رودماستر Buick Roadmaster. كما تم بيع بويك في أسواق دول مجلس التعاون الخليجي مجلس التعاون لدول الخليج العربية حتى عام 1996 بعد إيقاف إنتاج الجيل الثامن 8th من بويك رودماستر Buick Roadmaster.

### نيوزيلاندا
تم بيع بويك مرة واحدة في نيوزيلندا. تم بناؤها أيضًا في مصنع GMNZ في بيتون بيتون (منطقة)، خارج ولينغتون ويلينغتون. في نهاية الحرب العالمية الثانية الحرب العالمية الثانية، لم يتم إحياء اسم بويك في سوق نيوزيلندا.

## رياضة السيارات
لسنوات عديدة ، كانت بويك بديلاً عن شيفروليه في سباقات السيارات سباق سيارات. ليس قبل الستينيات من القرن الماضي ، كانت بويك منافسة في سباق إنديانابولس 500 ، وشاركت أيضًا (مثل كل الشركات المصنعة الأمريكية الأخرى تقريبًا) في سلسلة سباقات السيارات الكبرى الوطنية Grand Nationa باستخدام Regal ثم Gran Sport لاحقًا.
ومع ذلك ، كان العصر الذهبي لبويك في رياضة السيارات من أوائل إلى أواخر الثمانينيات. دخلت جنرال موتورز في Regal ، ولا سيما طراز Grand National، في سلسلة كأس NASCAR Cup Series جنبًا إلى جنب مع أولدزموبيل كتلاس. كانت Buick أيضًا شركة توليد طاقة رئيسية في سلسلة سلسلة إندي كار وIMSA GT Series (خاصة في فئة IMSA GTP) لعدة سنوات. ومع ذلك ، أثبتت التسعينيات أنها نهاية عهد بويك في رياضة السيارات ، حيث استبدلتها شركة جنرال موتورز لسنوات عديدة بسيارة أولدزموبيل قبل التخلص التدريجي من تلك العلامة التجارية في عام 2004. تم استبدال سيارة أولدزموبيل بسيارة بونتياك حتى زوالها في عام 2009، لتحل محلها شيفروليه.
دخلت بويك أيضًا في سلسلة Trans Am Series في الثمانينيات والتسعينيات باستخدام محركات V8 لما بعد البيع.

## المنظمات المتحمسة
تأسس نادي بويك الأمريكي Buick Club of America في عام 1966، وهو منظمة غير ربحية مكرسة للحفاظ على السيارات وترميمها من قبل قسم Buick Motor التابع لشركة جنرال موتورز.

## الإعلانات

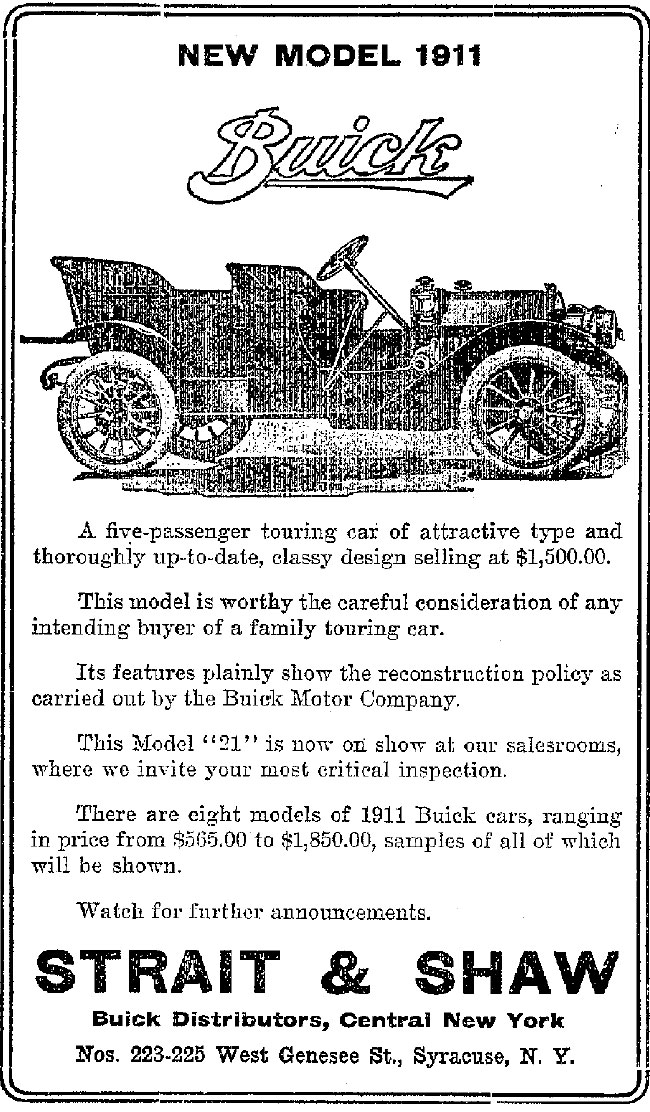
بويك عام 1911 - Syracuse ملصق قياسي 21 كانون ثاني 1911
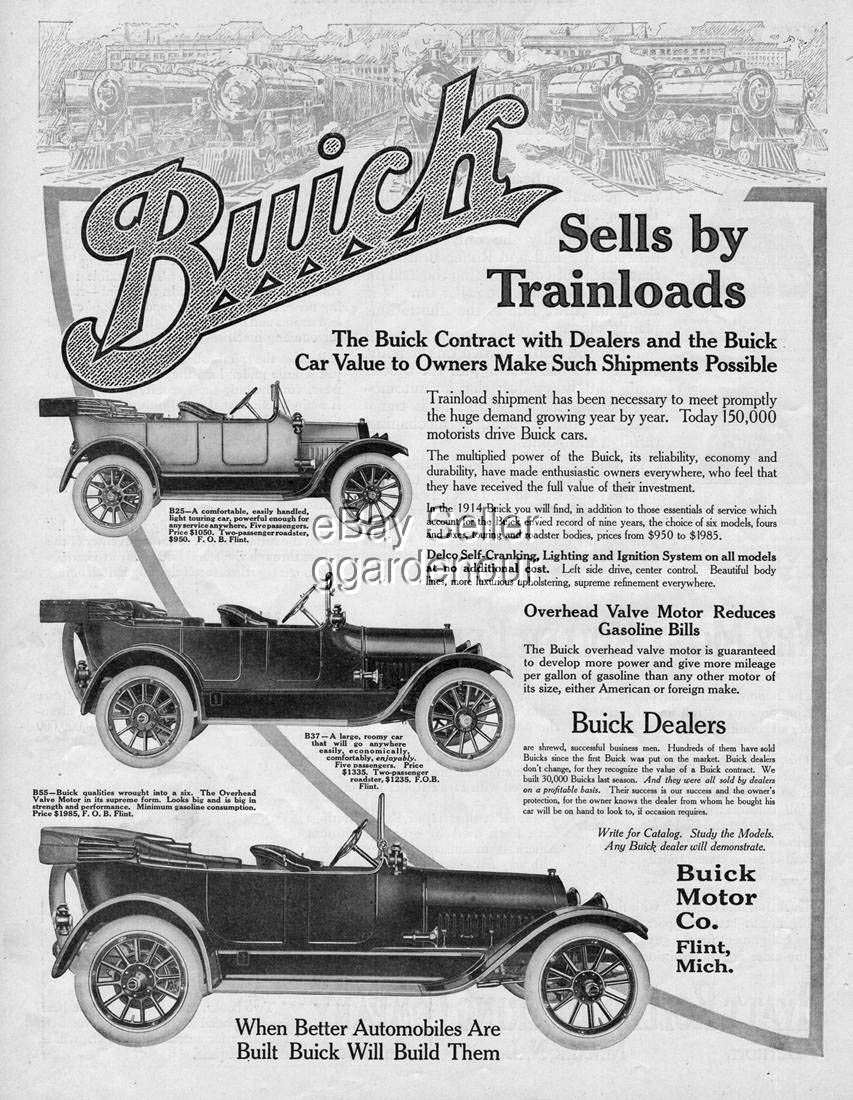
إعلان عام 1913
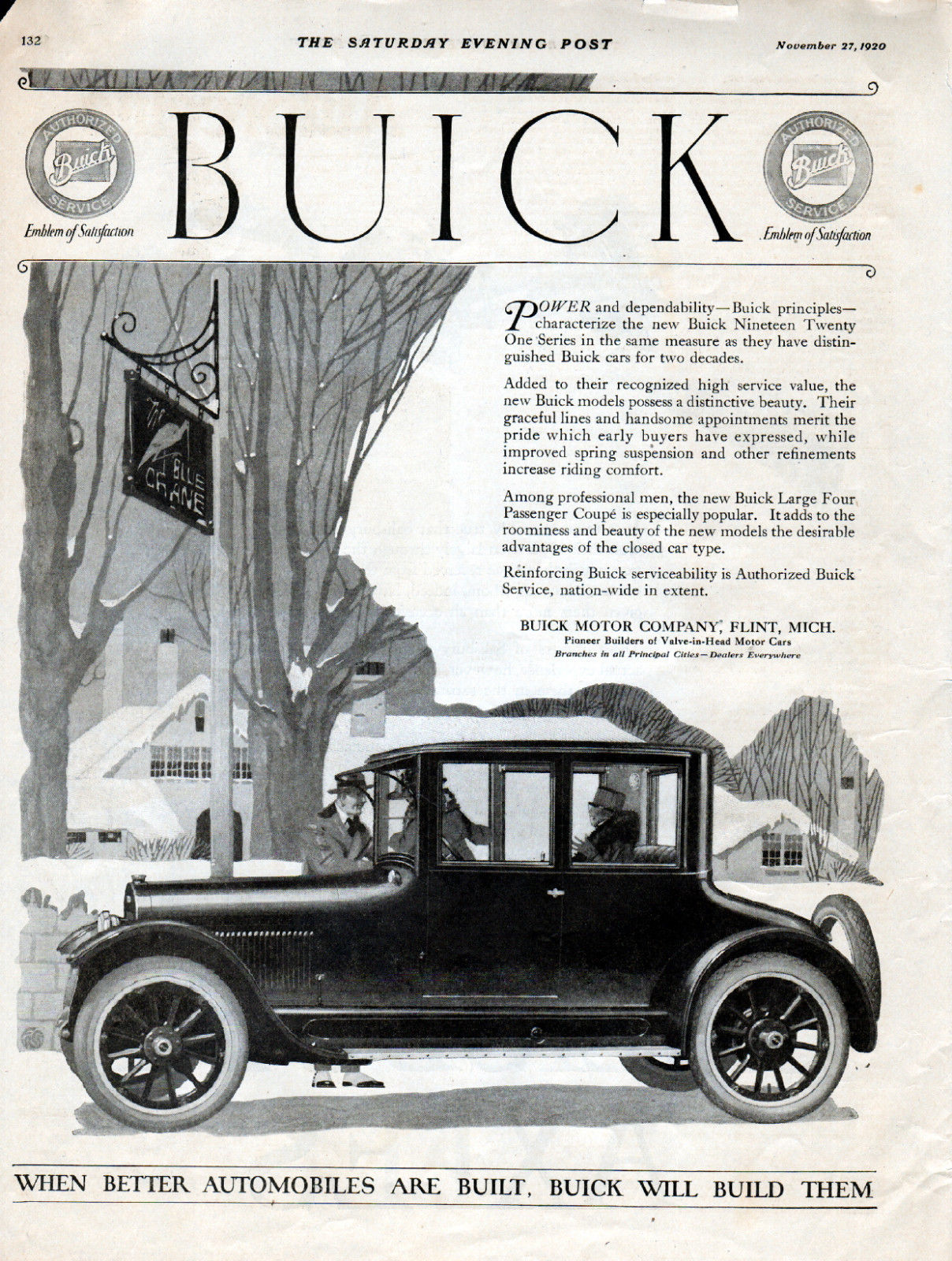
ملصق مساء السبت تشرين ثاني 1920
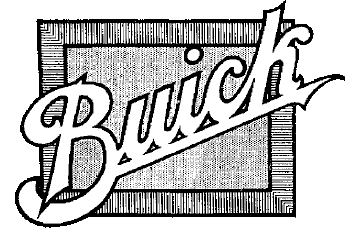
شعار بويك 1912
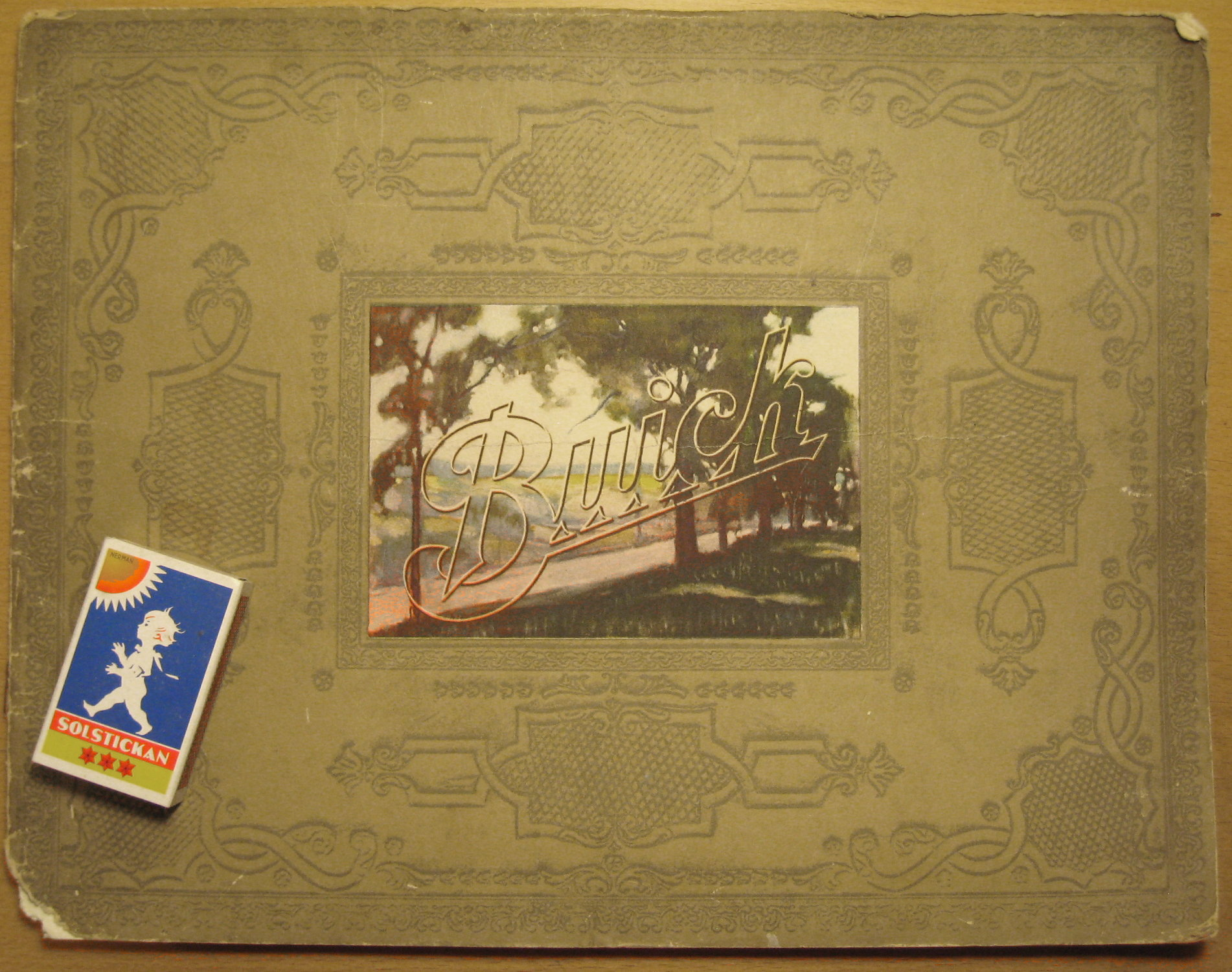
غلاف مجلد ترويجي لسيارات بويك يعود لعام 1925 من بائع سويدي
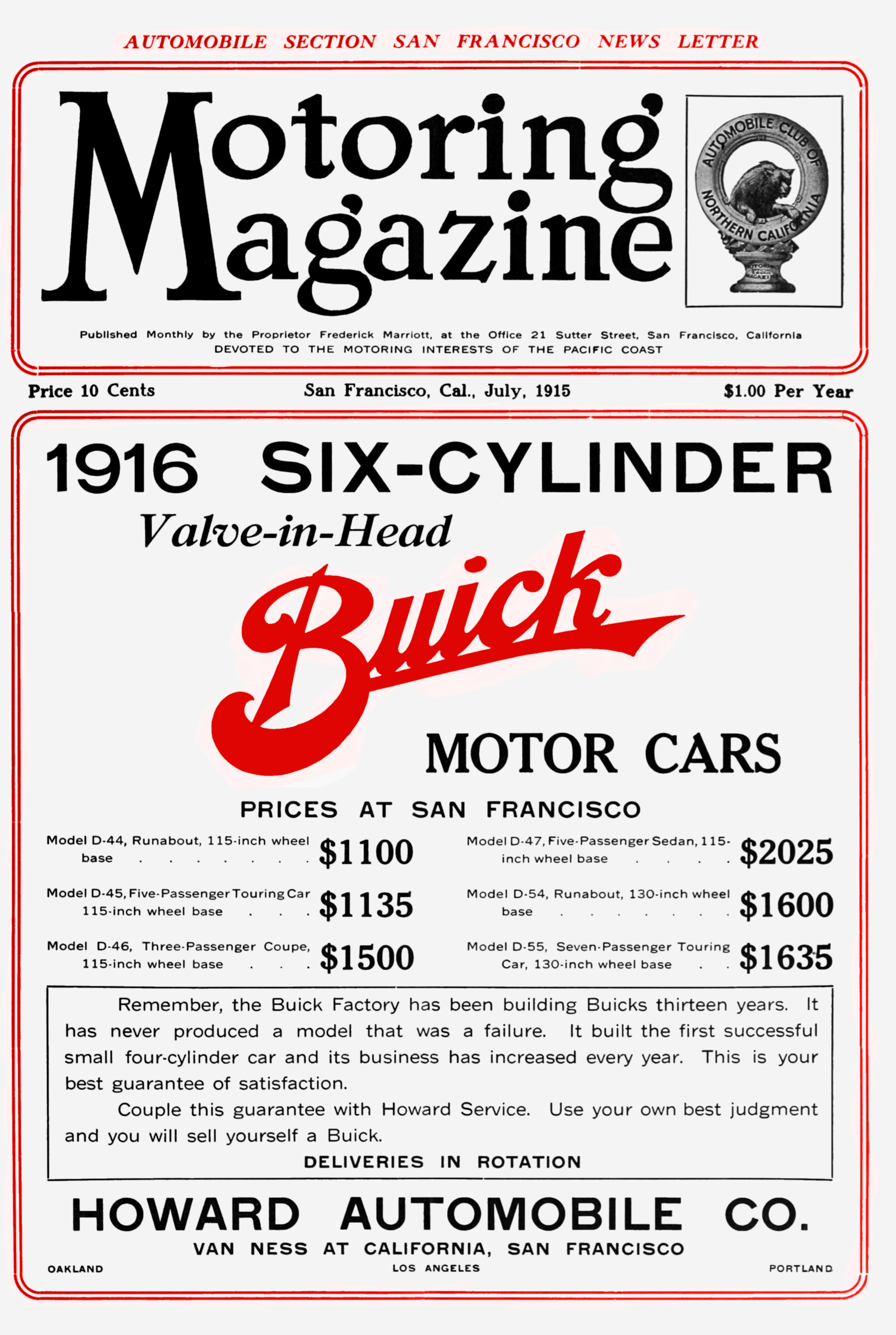
إعلان يعود لعام 1916 لطراز سيارة بويك من قبل موزع لشركة هوارد للسيارات Howard Automobile Co في سان فرانسيسكو.